# George Armstrong Custer
George Armstrong Custer (New Rumley, 5 dicembre 1839 – Little Bighorn, 25 giugno 1876) è stato un militare statunitense.
Fu ufficiale dell'esercito degli Stati Uniti d'America e comandante di reparti di cavalleria durante la guerra civile americana e le guerre indiane. Cresciuto nel Michigan e nell'Ohio, Custer venne ammesso a West Point nel 1857 dove si diplomò nel 1861 come ultimo della sua classe. Allo scoppio della guerra civile statunitense venne chiamato a servire nell'esercito dell'Unione. Durante la guerra civile si guadagnò una buona reputazione e il suo battesimo del fuoco avvenne nella prima battaglia di Bull Run del 21 luglio 1861. I suoi rapporti con alcuni importanti ufficiali favorirono la sua carriera, così come la sua determinazione nel comando di reparti di cavalleria. Venne promosso capitano nel 1864 e ottenne il brevetto (rango temporaneo) di maggior generale dei volontari nel 1865. Alla conclusione della campagna di Appomattox, nella quale le sue truppe giocarono un ruolo decisivo, Custer fu presente alla resa del generale Robert E. Lee nelle mani del generale Ulysses S. Grant il 9 aprile 1865.
Dopo la guerra di secessione ("la grande ribellione" scrisse nella sua autobiografia) Custer mantenne il brevetto di maggior generale dei volontari fino al loro congedo definitivo nel 1866. Riassunto il grado di capitano che per progressione di carriera gli spettava, venne promosso tenente colonnello del 7th Cavalry Regiment nel luglio del 1866; nel 1867 fu invece destinato nell'ovest per prendere parte alle guerre indiane. Il 27 novembre 1868 si rese responsabile del massacro del Washita, ai danni di un accampamento di indiani Cheyenne. Custer, due suoi fratelli e gran parte degli uomini del 7º cavalleria appartenenti alla colonna da lui capeggiata furono uccisi il 25 giugno 1876 nella battaglia del Little Bighorn, combattuta contro una coalizione di tribù native. La battaglia divenne popolarmente nota nella storia statunitense come Custer's Last Stand ("L'ultima resistenza di Custer").
Benché colloquialmente e popolarmente indicato come "generale", di fatto Custer non raggiunse mai questo grado in forma effettiva, bensì solo come brevetto, ovvero un grado temporaneo concesso per l'assolvimento di specifici incarichi o per la durata di una campagna o di una sola missione.

## Biografia
Gli antenati di Custer, Paulus e Gertrude Küster (in seguito anglofonizzato in Custer), immigrarono negli Stati Uniti d'America nel 1693 provenienti dalla Renania.
George Armstrong nacque a New Rumley, nell'Ohio, il 5 dicembre 1839, da Emmanuel Henry Custer (1806-1892), fabbro, e dalla sua seconda moglie Marie Ward Kirkpatrick (1807-1882). Il nome fu scelto dalla madre in onore di un pastore protestante nella speranza che seguisse la carriera ecclesiastica.
Custer crebbe in una famiglia molto numerosa; il padre, infatti, da un primo matrimonio aveva avuto tre figli e dal matrimonio con la vedova Ward (che a sua volta ne aveva altri tre) ne ebbe altri cinque (George, Nevin, Thomas detto Tom, Boston e Margareth). Tom e Boston, come il marito di Margareth, James Calhoun, morirono poi nella battaglia del Little Bighorn insieme a George Armstrong.
La sorellastra, Lydia Ann Kirkpatrick, nel 1849 sposò tale David Reed trasferendosi nella città di quest'ultimo, Monroe (Michigan), ad oltre 320 chilometri da New Rumley; il giovane George Armstrong accompagnò la sorellastra quale legame affettivo con la famiglia d'origine.

### La carriera militare: West Point
Nel 1857, su raccomandazione del deputato repubblicano John Bingham e nonostante la famiglia fosse notoriamente di "fede" democratica, George Armstrong Custer fu ammesso all'Accademia Militare degli Stati Uniti d'America di West Point. Di carattere testardo, ribelle, orgoglioso, permaloso, scarso amante dello studio, in pochi mesi raggiunse tante e tali note di demerito da rischiare l'espulsione, evitata, anche in questo caso, per intervento del deputato Bingham. Uniche materie in cui eccelse erano quelle pratiche: scherma, tiro con la pistola, equitazione. Durante una licenza a Monroe conobbe Elizabeth Clift Bacon (1842-1933), soprannominata "Libbie", che successivamente sposò.

#### Vicende matricolari: promozioni e incarichi

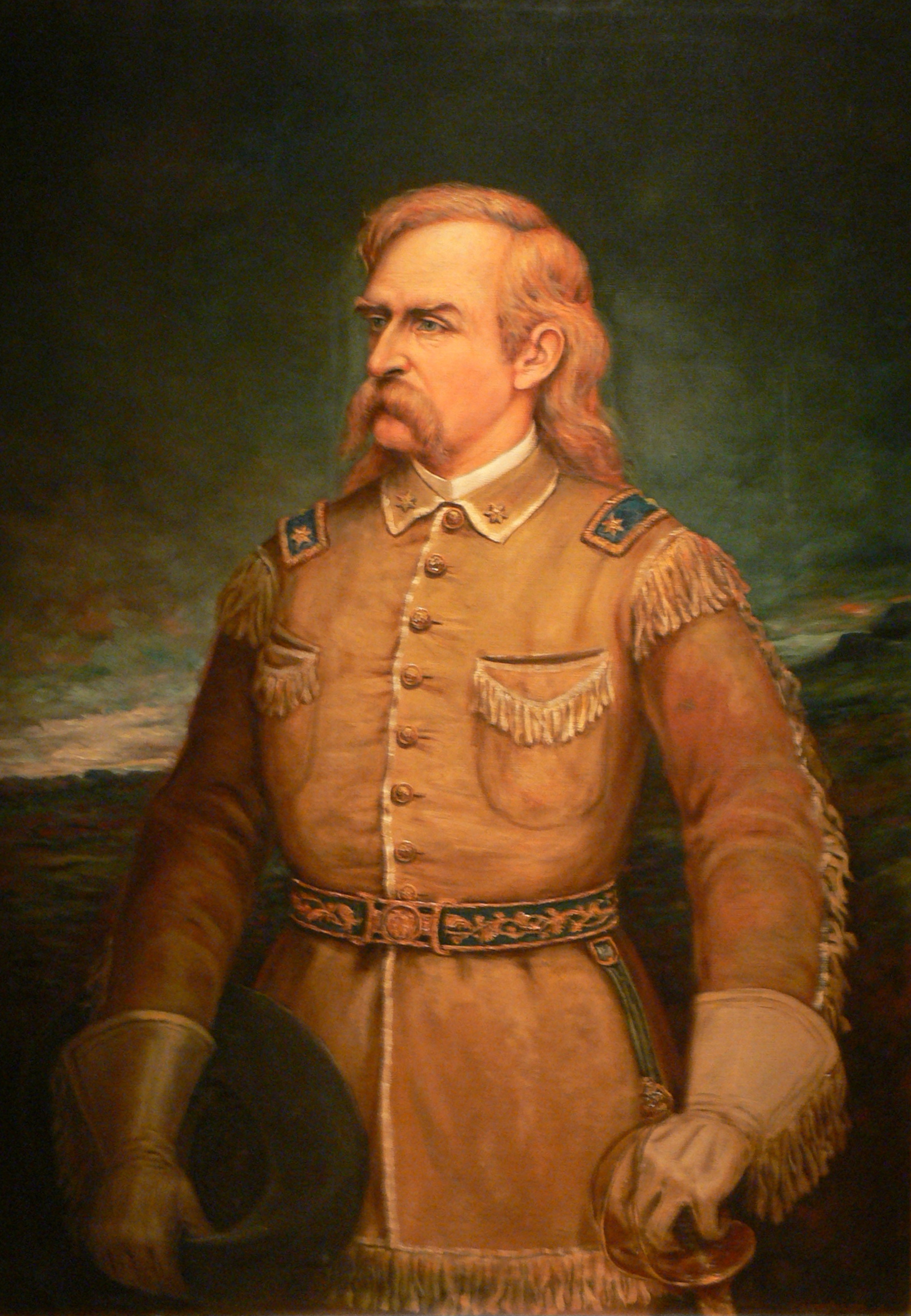
Ritratto di George Armstrong Custer

Le promozioni e gli incarichi sotto riportati comprendono anche i gradi temporanei ("brevetto") assunti in occasione di particolari situazioni e che valevano solo fino al raggiungimento dell'obiettivo o al termine delle operazioni per cui furono concessi:
- 1º luglio 1857 - 24 giugno 1861: Cadetto presso l'Accademia Militare di West Point;
- 24 giugno 1861: sottotenente, assegnato al 2º Cavalleria; partecipa alla guerra di secessione; alla battaglia di Bull Run; alla difesa di Washington;
- 5 giugno 1862: brevetto di capitano di stato maggiore e aiutante di campo del generale Alfred Pleasonton;
- 17 luglio 1862: tenente, 5º Cavalleria in Yorktown; partecipa alle battaglie di South Mountain, Antietam e alla campagna di Rappahannock (armata del Potomac);
- 29 giugno 1863: generale di brigata dei volontari degli Stati Uniti d'America;
- 3 luglio 1863: brevetto di maggiore (per la battaglia di Gettysburg); comandante di brigata di cavalleria dell'armata del Potomac nella campagna di Richmond; partecipa alla battaglia di Wilderness;
- 8 maggio 1864: capitano, 5º Cavalleria; partecipa alla battaglia di Yellow Tavern;
- 11 maggio 1864: brevetto di tenente colonnello (per la battaglia di Yellow Tavern); partecipa alle battaglie di Hawes's Shop, Cold Harbor, Trevillian Station, Opequan;
- 19 settembre 1864: brevetto di colonnello (per la battaglia di Winchester e Fisher's Hill);
- 19 ottobre 1864: brevetto di generale di divisione dei volontari degli Stati Uniti d'America (per la battaglia di Wichester e Fisher Hill); partecipa ai combattimenti di Waynesborough;
- 13 marzo 1865: brevetto di generale di brigata (per la battaglia di Five Forks);
- 13 marzo 1865: brevetto di generale di divisione; comandante di una divisione di cavalleria; partecipa alle battaglie di Dinwiddie, Five Forks, Sailor's Creek;
- 15 aprile 1865: generale di divisione dei volontari degli Stati Uniti d'America fino allo scioglimento del reparto il 1º febbraio 1866;
- 28 luglio 1866: tenente colonnello, 7º Cavalleria fino alla morte nella battaglia di Little Big Horn del 25 giugno 1876.

#### Tabella delle insegne di grado e date di promozione
| Insegna | Grado                                   | Data              | Organizzazione                                                                                                   |
| ------- | --------------------------------------- | ----------------- | --- |
| nessuna | Cadetto (cadet)                         | 1º luglio 1857    | Accademia Militare di West Point                                                                                 |
|         | Sottotenente (second lieutenant)        | 24 giugno 1861    | Regular Army (Esercito regolare)                                                                                 |
|         | Capitano (Captain)                      | 5 giugno 1862     | grado brevet (brevetto) come ufficiale di stato maggiore aiutante di campo                                       |
|         | Tenente (first lieutenant)              | 17 luglio 1862    | Regular Army (Esercito regolare)                                                                                 |
|         | Generale di brigata (brigadier general) | 29 giugno 1863    | Volontari degli Stati Uniti                                                                                      |
|         | Maggiore (major)                        | 3 luglio 1863     | grado brevet per la battaglia di Gettysburg                                                                      |
|         | Capitano (captain)                      | 8 maggio 1864     | Regular Army (Esercito regolare)                                                                                 |
|         | Tenente colonnello (lieutenant colonel) | 11 maggio 1864    | grado brevet per le battaglie di Yellow Tavern                                                                   |
|         | Colonnello (colonel)                    | 19 settembre 1864 | grado brevet per la battaglia di Winchester e Fisher Hill                                                        |
|         | Generale di brigata (brigadier general) | 13 marzo 1865     | Regular Army (Esercito regolare)                                                                                 |
|         | Generale di divisione (major general)   | 13 marzo 1865     | grado brevet per le battaglie di Five Forks, Dinwiddie e Sailor's Creek                                          |
|         | Generale di divisione (major general)   | 15 aprile 1865    | Volontari degli Stati Uniti (fino allo scioglimento del reparto)                                                 |
|         | Tenente colonnello (lieutenant colonel) | 28 luglio 1866    | grado effettivo Regular Army (Esercito regolare) nel 7º cavalleria che comanda alla battaglia di Little Big Horn |

### La guerra di secessione
Allo scoppio della guerra civile, la classe di Custer, il cui corso sarebbe dovuto durare 5 anni, venne diplomata con un anno di anticipo nel 1861 per fornire ufficiali alle truppe nordiste; in origine facevano parte del corso di Custer 68 cadetti, ridotti a 57 a causa di espulsioni o di dimissioni volontarie e nel 1860 a 34 per le dimissioni degli allievi provenienti dagli Stati del Sud. Classificatosi ultimo del suo corso (34º su 34 con un ammontare record, per West Point, di 726 note di demerito), Custer fu assegnato con il grado di sottotenente al 2º Cavalleria, Compagnia "G", di stanza a Washington, ed ebbe il battesimo del fuoco il 21 luglio 1861 nella prima battaglia di Bull Run.
Nel 1862, destinato al 5º Reggimento cavalleria, Custer partecipò all'assedio di Yorktown, dal 5 aprile al 4 maggio, ed entrò a far parte dello stato maggiore del maggior generale George B. McClellan, comandante dell'unità più grande dell'esercito nordista, l'Armata del Potomac. Nel giugno dello stesso anno, dopo un'azione nel corso della quale il suo reparto catturò 50 tra militari e ufficiali confederati, Custer fu promosso capitano dallo stesso McClellan, ma nel mese successivo, a causa della cattiva condotta delle operazioni, il generale McClellan venne esonerato dal comando e sostituito dal generale Ambrose Burnside; Custer, che faceva parte dello stato maggiore, fu retrocesso al grado di tenente, posto in aspettativa e inviato in licenza, nel corso della quale si fidanzò con Elizabeth Bacon.

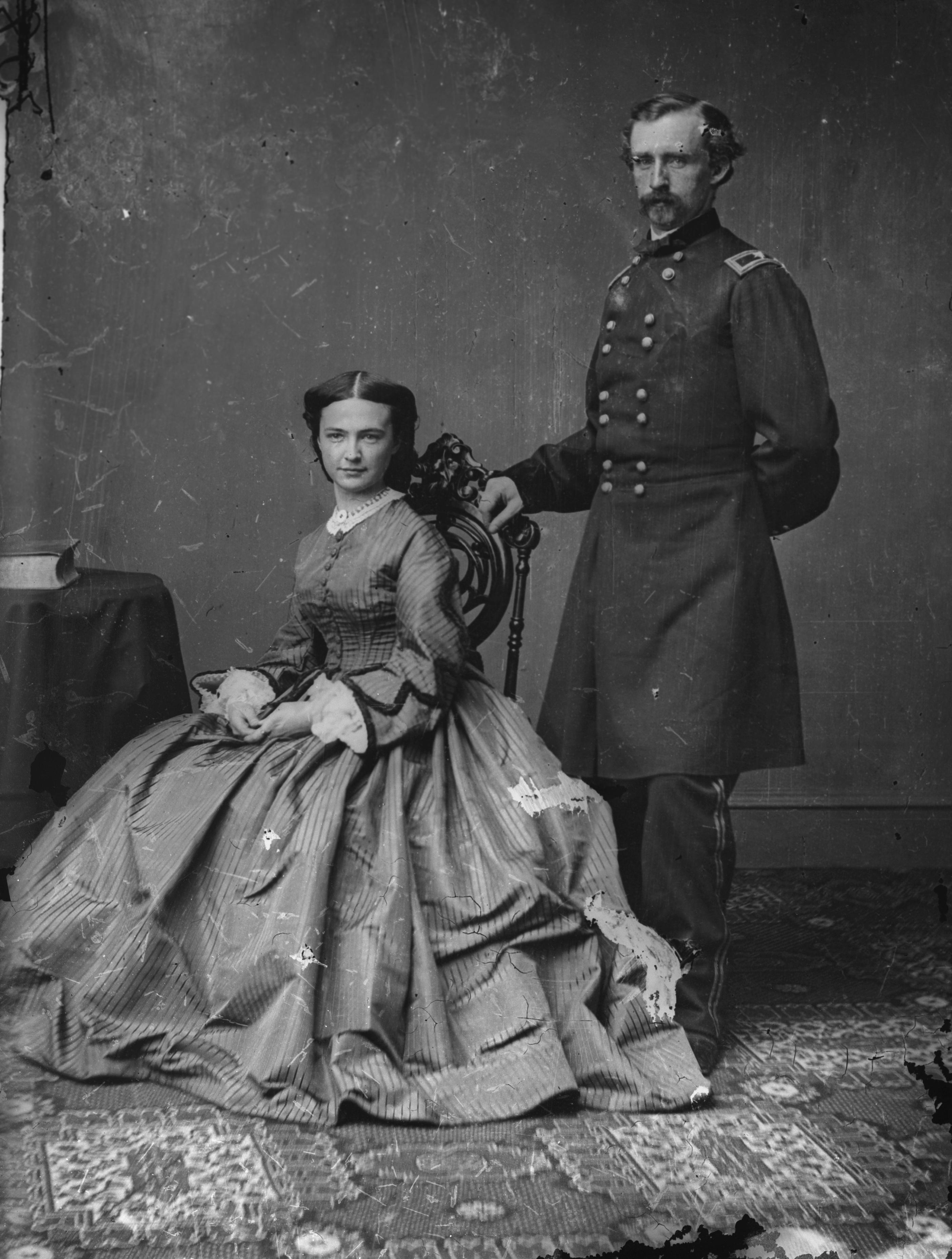
George Armstrong Custer e Elizabeth Bacon nel 1864

Nel 1863 Custer fu trasferito, con il grado di tenente, alle dipendenze di Alfred Pleasonton, tenente colonnello "brevet" dell'Esercito Regolare ma Brigadier Generale comandante di una delle divisioni di cavalleria dell'Armata del Potomac. Alla fine di giugno, e due giorni prima della battaglia di Gettysburg, il Brigadier Generale Pleasonton gli conferì il brevetto di Generale, ovvero un grado valido per il solo periodo di durata del conflitto, e lo assegnò al comando della brigata di cavalleria del Michigan con la quale Custer si distinse in vari interventi. In tale periodo Custer, inizio ad utilizzare capi di vestiario fuori ordinanza tra cui il fazzoletto da collo rosso che venne adottato dal suo reparto di cavalleria.
il 9 febbraio 1864 Custer sposò Elizabeth Clift Bacon, nonostante il padre di lei, il giudice Daniel Bacon di Monroe nel Michigan, osteggiasse il suo legame con George Armstrong non ritenuto per lignaggio degno della figlia, essendo figlio di un fabbro.
La stessa, così descrive il marito all'età di 34 anni, nel 1873: «alto 1,78 pesava circa 75 chili, i suoi occhi erano azzurri e con lo sguardo profondo, i suoi capelli corti ondulati e del colore dell'oro. I suoi baffi erano lunghi, folti e ambrati, il colore della sua carnagione era vivo».

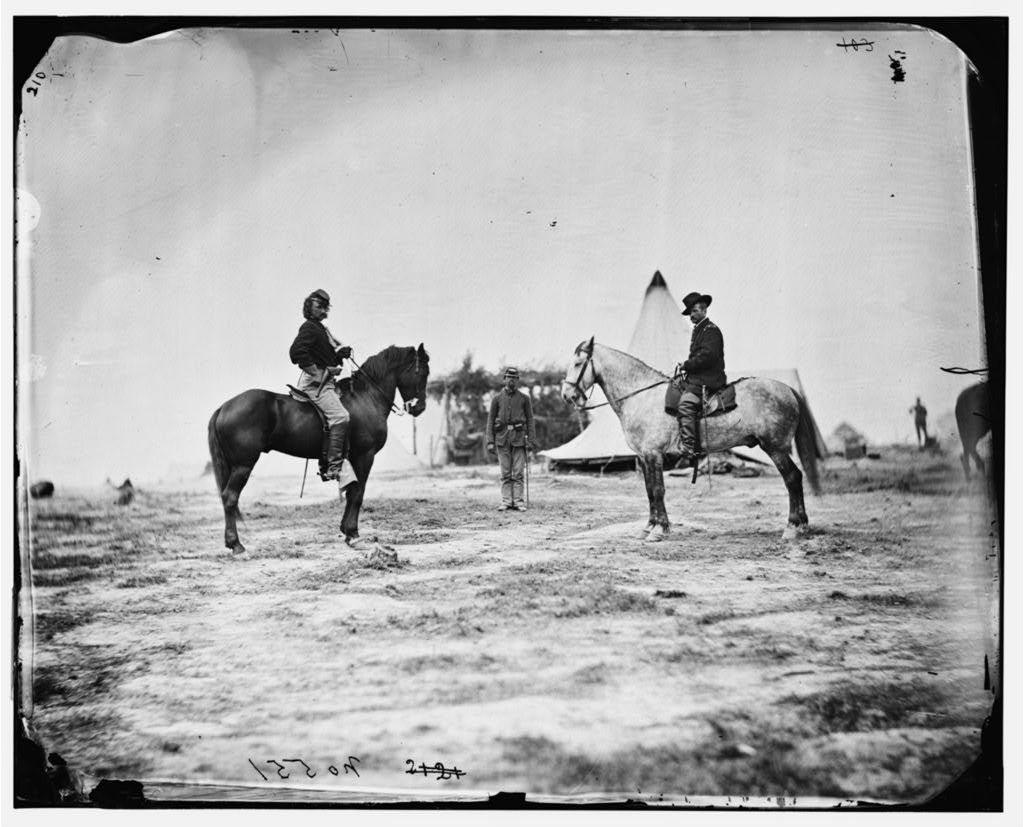
Il generale Pleasonton e il tenente Custer

La fama di Custer proseguì durante la guerra, che concluse con il grado di "major general brevet" (un grado valido temporaneamente e concesso in occasione di eventi bellici che richiedevano effettivi assai più numerosi per la conduzione delle operazioni). Dal punto di vista eminentemente tattico, Custer non dimostrò particolare immaginazione nell'esecuzione degli attacchi, limitandosi a sfruttare quello che era il criterio di attacco frontale normalmente insegnato presso le scuole militari dell'epoca e giustificando così l'asserzione di un suo collega che dichiarò che era salito ai vertici della carriera militare «camminando sulla schiena dei suoi soldati caduti in battaglia».
Spesso avventato, abituato ad attaccare sempre il nemico anche in condizioni di evidente inferiorità numerica, Custer ebbe di certo dalla sua una notevole fortuna: a Gettysburg la brigata comandata da Custer ebbe circa 300 caduti su una forza complessiva di 1700 unità, nella battaglia del Wilderness cadde oltre un terzo degli effettivi, mentre alla battaglia di Appomattox, l'ultima della guerra di secessione, solo la sua brigata subì gravissime perdite. Tuttavia, di fronte alla manifesta inettitudine di altri generali nordisti, i giornali dell'epoca si appropriarono della figura di George Armstrong Custer, facendone l'eroe per eccellenza e coniando per lui il soprannome di «Murat americano» e, ancor più data la giovane età, di Boy General ("generale ragazzino").

### Il comando del 7º Cavalleria

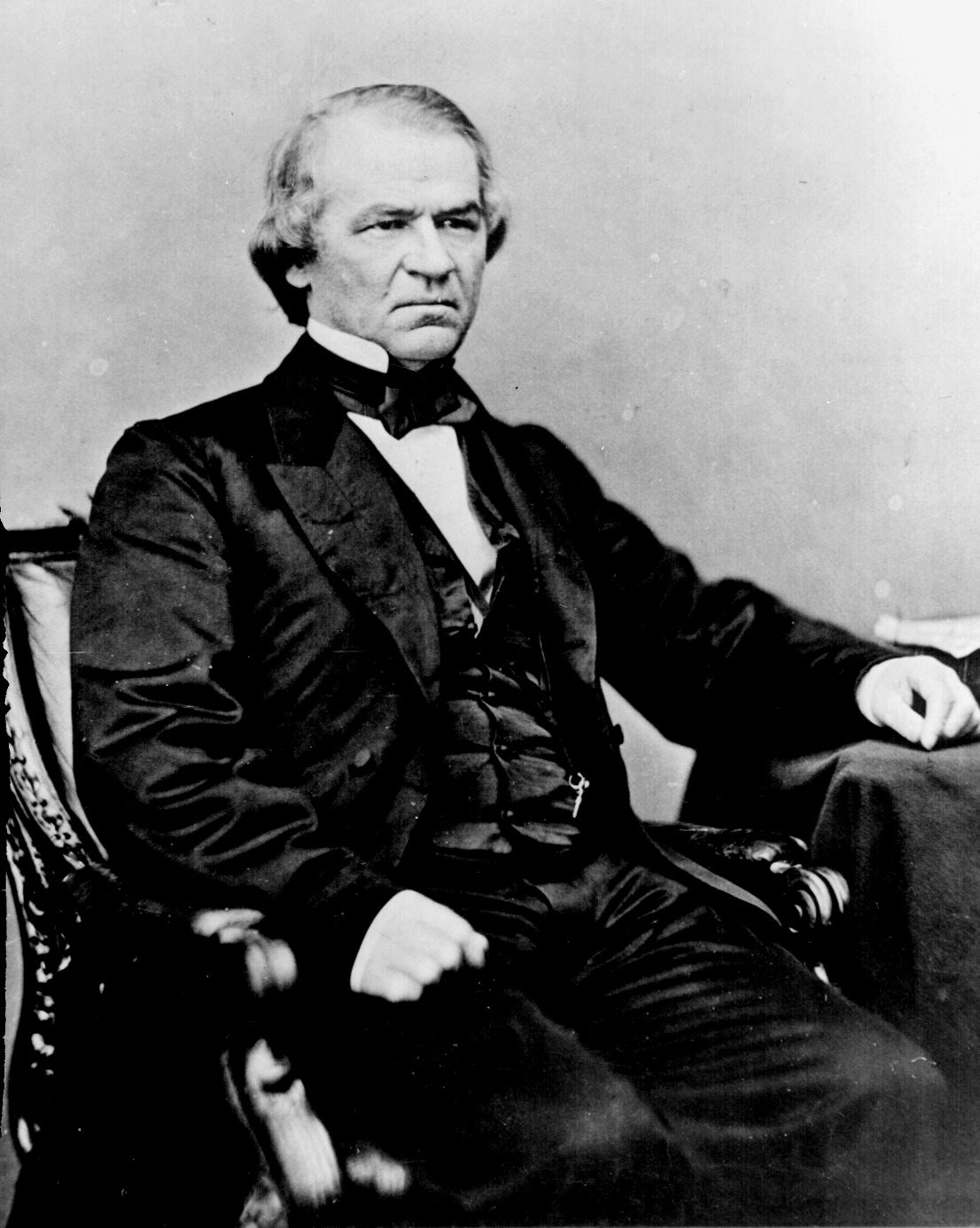
Il presidente Andrew Johnson

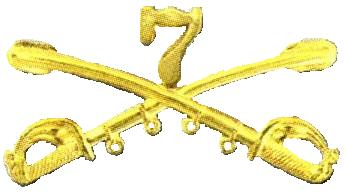
Il fregio da berretto del 7º Cavalleria

Nel 1866 la presidenza di Andrew Johnson firmò una legge che ristrutturò profondamente l'esercito, trasformandolo, di fatto, in un organismo di polizia militare con compiti di controllo dell'ordine negli ex Stati confederati e nei territori dell'Ovest. A seguito di tale legge, tutti gli ufficiali con "brevet" temporaneo furono retrocessi al grado che per progressione di carriera loro competeva. Anche George Armstrong Custer, generale di brigata dei volontari, fu retrocesso al grado di capitano, tanto che egli accarezzò l'idea di trasferirsi in Messico, allettato dalla necessità dell'imperatore Massimiliano d'Austria di disporre di molti generali esperti per combattere i patrioti ribelli di Benito Juárez.
Ad analoga "retrocessione" furono soggetti gli ufficiali confederati transitati nell'esercito degli Stati Uniti d'America; tale disagio si ripercosse, per ovvi motivi, sulla linea di comando, giacché ufficiali già esperti si trovarono a dover sottostare, di fatto, ad altri più giovani, spesso meno preparati e con minore esperienza sul campo.
Contestualmente, dal febbraio 1866, Custer si assentò dal servizio sondando la possibilità di trovare impiego civile a New York presso industrie ferroviarie o minerarie. Nel maggio 1866, rientrato a Monroe a seguito della scomparsa del suocero, Custer considerò la possibilità di candidarsi per il Congresso degli Stati Uniti d'America, prendendo parte a numerosi comizi ed eventi; nel settembre 1866 accompagnò il presidente Andrew Johnson in un viaggio elettorale in treno attraverso gli Stati, che si concluse nei pressi di Monroe quando Custer, colpito dalle frasi ingiuriose rivolte al presidente da abitanti del luogo, decise di rientrare nella sua cittadina.
Custer abbandonò il progetto di trasferirsi in Messico solo quando il generale Philip Henry Sheridan, già suo comandante di divisione, lo assegnò al comando di un nuovo reggimento in via di formazione. Si trattava del 7º Cavalleria, che si formò a Fort Riley (Kansas) tra l'agosto ed il settembre del 1866. Custer assunse il comando del 7º il 3 novembre 1866 con il grado di tenente colonnello, in sostituzione del colonnello Andrew Smith che era stato distaccato al quartier generale dell'esercito.
Entro la fine dell'anno, il 7º Cavalleria contò 800 uomini, tra cui moltissimi stranieri (si calcola che l'incidenza di stranieri, polacchi, italiani, messicani, tedeschi, inglesi, irlandesi, fosse all'epoca, nell'esercito degli Stati Uniti, del 70%), cui si era intanto aggiunto il capitano Thomas "Tom" Custer, fratello di George. La paga era molto scarsa (13 $ al mese per un soldato, 15 $ per un caporale, 22 $ per un sergente, che salivano a 34 $ se con molti anni di servizio e sposato), l'armamento quanto mai eterogeneo e l'addestramento altrettanto scarso, anche per la difficoltà di trasmissione degli ordini a causa delle differenti lingue parlate. Le punizioni erano molto severe (dalla camera di punizione alla marcia con lo zaino carico di sassi sotto il sole, alla fustigazione, alla legatura a terra sotto il sole, alla fucilazione) e anche in questo Custer si distinse per severità, pur avendo il pregio di dare l'esempio, sottoponendosi assieme ai suoi uomini alle medesime esercitazioni e alle marce più dure.

### La corte marziale

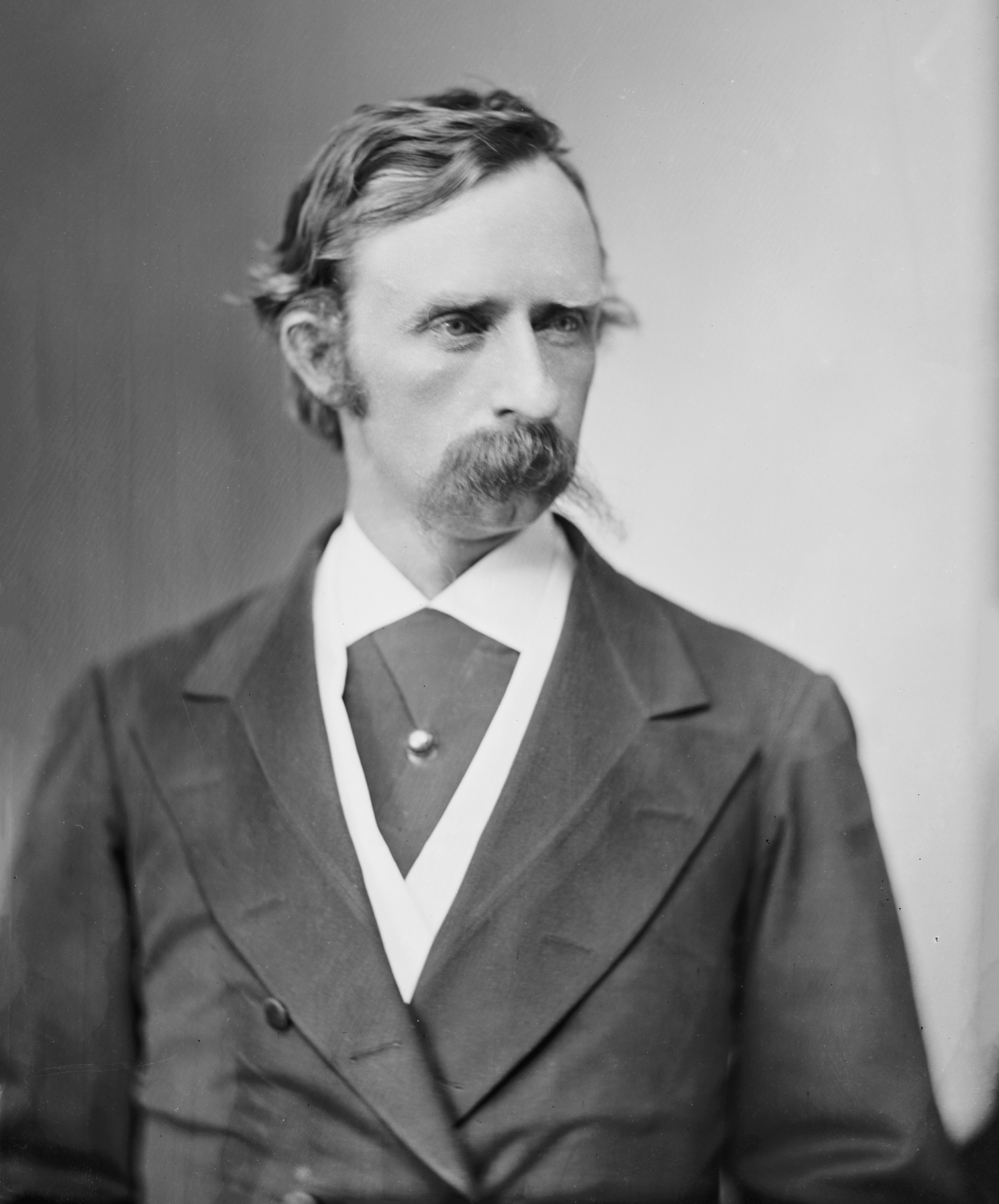
George Armstrong Custer, in abiti civili, nel 1876, poco prima della sua morte

Nel 1867 il generale Winfield Scott Hancock organizzò una campagna contro i Cheyenne; si trattò, tuttavia, di una campagna dissennata e inutile, giacché i nativi americani erano in pace e l'intera spedizione non portò a nessun risultato concreto e, anzi, scatenò i Cheyenne sul "sentiero di guerra". Tutti i reparti impegnati vennero sottoposti a massacranti turni di servizio e a marce forzate che, nel caso del 7º Cavalleria, forte di circa 800 uomini, finirono con l'arrecare gravi danni al reparto stesso, che fu oggetto, come altri del resto, di centinaia di diserzioni.
Benché non prevista dall'ordinamento militare, Custer applicò ai disertori la pena di morte, talché, al termine della campagna, fu arrestato, tradotto a Fort Leavenworth e accusato dal Comando supremo di:
- Assenza senza autorizzazione e abbandono del posto di comando (era di fatto andato a trovare la moglie, abbandonando il reparto in pieno territorio "nemico");
- Crudeltà verso i propri soldati (tra l'altro, aveva fatto colpire alcuni soldati che stavano per disertare, vietando poi ai medici di curarli)[N 17];
- Abbandono dei corpi di due suoi soldati nelle mani dei nativi americani;
- Mancato intervento in difesa di una postazione attaccata dai nativi americani;
- Comportamento pregiudizievole per il buon ordine e la disciplina militare;
- Distruzione di proprietà del governo.

La corte marziale, riunitasi il 15 settembre 1867 a Fort Leavenworth, il 20 novembre successivo giudicò Custer colpevole di tutti i reati ascrittigli, ma, grazie alle amicizie altolocate (il generale Sheridan lo aveva richiesto per la imminente nuova campagna contro i Cheyenne) e politiche che intanto aveva coltivato e alla fama ottenuta durante la guerra di secessione, la pena si limitò alla sospensione dal grado, dal comando, dall'attività militare in genere, con confisca dello stipendio fino al 7 ottobre 1868. Quanto alla fucilazione dei disertori, Custer fece notare alla corte che dagli inizi del 1867, da quando cioè la fucilazione era stata commutata in detenzione per sei mesi, le diserzioni erano notevolmente aumentate.
A riprova della considerazione in cui era tenuto dal generale Sheridan, durante il periodo di sospensione dal servizio e dal comando Custer e la moglie alloggiarono presso l'appartamento messo a loro disposizione dallo stesso Sheridan a Fort Laevenworth.

### La battaglia del Washita e le rivalità all'interno del 7º Cavalleria

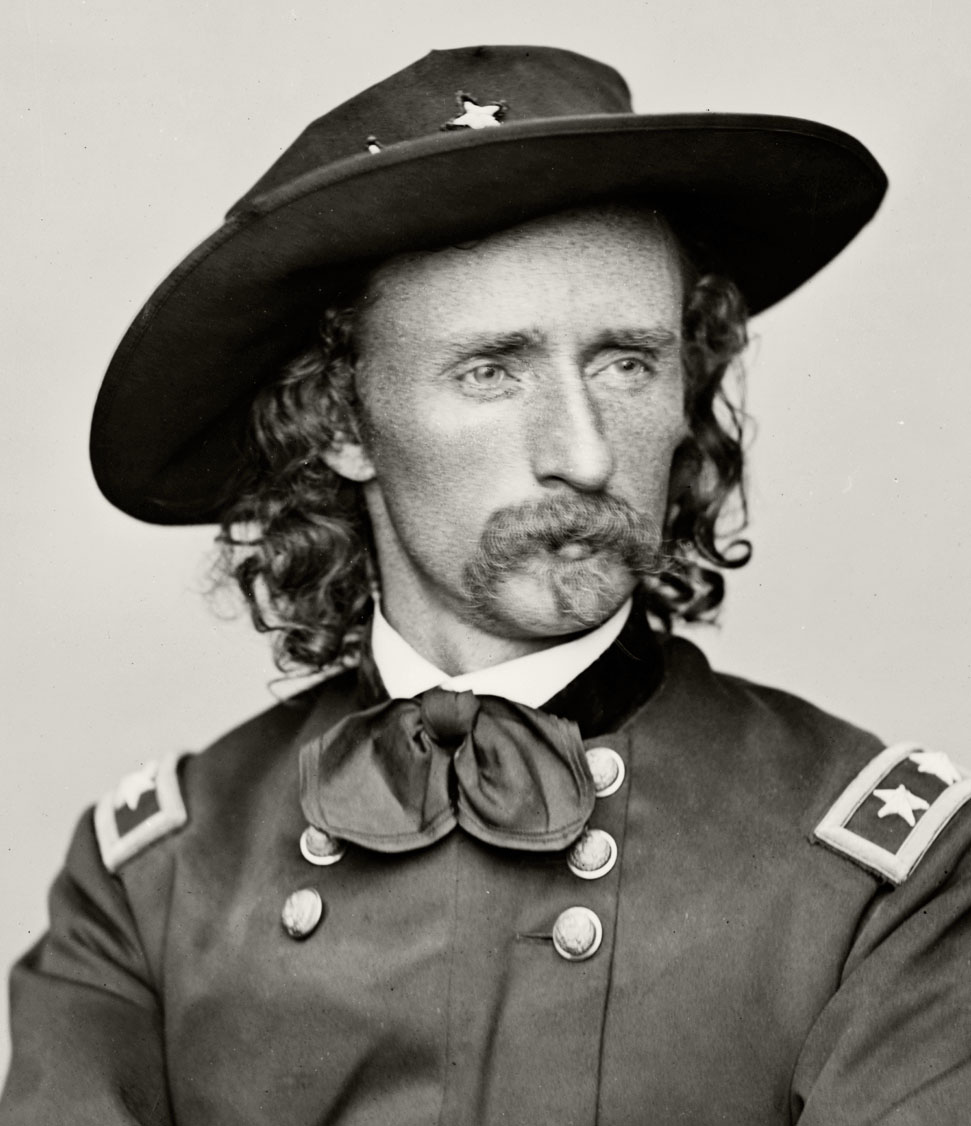
Custer nel 1865 con i gradi da Major General "brevet"

Il 24 settembre 1868 Custer fu reintegrato in servizio dal generale Sheridan in vista della campagna invernale contro i Cheyenne meridionali e raggiunse il 7º Cavalleria il 7 ottobre 1868, riassumendone il comando il successivo giorno 15. Il 27 novembre il 7º Cavalleria, dopo circa due settimane di marcia nella neve e forte di 11 compagnie, sorprese un villaggio indiano sul fiume Washita (Oklahoma). L'accampamento, sotto il comando di Pentola Nera, era quanto restava di un più vasto campo che si era diviso quando una parte dei guerrieri aveva deciso un'incursione contro la tribù dei Pawnee. Si trattava di 50 tende Cheyenne, più altre due di ospiti Arapaho e due di ospiti Lakota, in totale circa 250 persone. Pentola Nera, che era già sopravvissuto nel 1864 al massacro di Sand Creek ad opera del colonnello John Chivington, puntava ad una pace duratura per il suo accampamento e in una riunione del 26 novembre prese la decisione di raggiungere un accordo alla fine dell'inverno e di spostare intanto il campo, il giorno seguente, oltre il fiume Washita per ricollegarsi ad altri accampamenti ivi esistenti di Kiowa-Apache e Comanche per un totale di circa 6.000 unità.
Le guide Osage di Custer individuarono il percorso del gruppo guerriero che si era allontanato dal campo di Pentola Nera e, seguendolo a ritroso, raggiunsero l'accampamento. Custer suddivise il suo reparto in quattro colonne e portò un attacco convergente alle prime luci dell'alba; da qui il soprannome, assegnatogli dai nativi americani, di "Figlio della Stella del Mattino". Secondo il resoconto di Custer, nel corso della battaglia vennero uccisi 103 guerrieri e alcune donne e bambini, mentre 53 tra donne, vecchi e bambini furono presi prigionieri; secondo i Cheyenne il bilancio sarebbe stato invece molto più basso, con 11 guerrieri e 19 tra donne e bambini uccisi. Pentola Nera Motavato e la moglie, Donna Medicina, morirono colpiti alle spalle mentre fuggivano a dorso di pony.
Secondo studi più recenti del Centro di Storia Militare dell'Esercito degli Stati Uniti, mentre tra i nativi i caduti furono circa 50 ed altrettanti feriti, il 7º Cavalleria perse 21 tra ufficiali e soldati ed ebbe 13 feriti. Nei 21 morti vanno annoverati i 20 di un piccolo drappello al comando del maggiore Joel Elliott che, apparentemente senza autorizzazione di Custer, si era staccato dalle altre tre compagnie per attaccare un gruppo di Cheyenne in fuga, trovandosi quindi contrattaccato da guerrieri Cheyenne, Kiowa e Arapaho che si stavano dirigendo verso il campo di Pentola Nera per portare il loro aiuto. L'unico caduto del reparto di Custer nell'attacco del villaggio al Washita fu il capitano Hamilton.
Il brusco ritiro di Custer e il rifiuto di portare aiuto al reparto di Elliott portarono a renderlo inviso alla maggior parte dei suoi ufficiali.
Nel 7º Cavalleria, anche a seguito dell'attacco del Washita e dell'episodio del maggiore Elliott, si formarono addirittura quattro fazioni:
- Una, capeggiata dal fratello Tom, appoggiava Custer; ne facevano parte alcuni ufficiali e tutti gli altri parenti del generale che militavano nel 7º, il cosiddetto "Custer Clan" (Harry Armstrong Reed, nipote, il tenente James Calhoun, marito di Margareth, sorella di Custer, e Boston Custer, fratello del generale);
- Un'altra faceva riferimento al capitano Frederick W. Benteen[N 18] che, dopo la questione del Washita, aveva addirittura sfidato a duello Custer[47];
- Un'altra aveva come riferimento il maggiore Marcus Reno, vicecomandante del reggimento;
- L'ultima raggruppava ufficiali e sottufficiali che preferivano restare neutrali.

Ad aggravare ancor più la situazione interna al 7º Cavalleria, si consideri che, a seguito delle retrocessioni conseguenti alla fine della guerra di secessione, molti ufficiali alle dipendenze di Custer, provenienti anche dall'ex-esercito sudista, avevano avuto durante la guerra un grado effettivo superiore a quello di generale "brevet" raggiunto da Custer e perciò mal tolleravano le imposizioni del tenente colonnello Custer.
Secondo notizie riportate dal capitano Frederick Benteen, nonché dal capo degli scout Ben Clark e dalla tradizione orale dei Cheyenne, nel 1868, dopo la battaglia del Washita, Custer ebbe una relazione con Mo-nah-se-tah ("Erba di Primavera"), figlia del capo Cheyenne Hō-hăn-ĭ-no-o′ ("Piccola Roccia"), da cui sarebbe nato un figlio. La narrazione Cheyenne vuole che dalla relazione nascesse anche un secondo figlio alla fine del 1869; tuttavia, alcuni studiosi statunitensi ritengono che Custer fosse sterile a seguito di una malattia venerea contratta durante il periodo a West Point e che il padre dei piccoli, in realtà, fosse suo fratello Thomas.

### La guerra delle Colline Nere e le guerre indiane
("Piccolo Grande Uomo", vicecapo degli Oglala di Cavallo Pazzo, alla commissione del governo che cercò di acquistare le Colline Nere)
(Toro Seduto nel 1881 nel discorso per la sua resa)
Tra il gennaio del 1872 e l'ottobre del 1874 Custer scrisse una serie di articoli, sulle sue esperienze, per la rivista Galaxy successivamente raccolti e pubblicati nel 1874 con il titolo My Life on the Plains (traduzione in italiano La mia vita nelle grandi pianure).
Nel giugno del 1873 Custer, con dieci squadroni del 7º Cavalleggeri, fu di appoggio alla spedizione esplorativa nello Yellowstone guidata dal colonnello David S. Stanley, che aveva anche il compito di proteggere gli uomini che stavano lavorando alla costruzione della ferrovia Northern Pacific cui si opponevano i nativi.
Dopo le spedizioni con cui l'esercito annientò la resistenza dei nativi americani, i bianchi volsero la loro attenzione alle Paha Shapa, le "Colline Nere" (Black Hills), su cui si riteneva, a ragione, potesse essere trovato l'oro. Tuttavia esse erano considerate terreno sacro dai Lakota e, con il trattato di Fort Laramie del 1868, erano state assegnate ai nativi americani; nel 1870 le voci sulla presenza di oro si fecero più insistenti e, nel 1874, l'esercito venne inviato ad esplorarle in previsione di una proposta d'acquisto, con la motivazione ufficiale di impiantare nuove postazioni a difesa delle montagne.
La spedizione nelle Black Hills si componeva di 10 compagnie del 7º Cavalleria comandato da Custer, coadiuvate da esploratori Arikara e Santee, per un totale di oltre 1.000 uomini, 2.000 cavalcature e oltre 100 carri. Solo alcuni mesi dopo, agli inizi del 1875, confermata la presenza dell'oro (in un rapporto informale inviato da Custer nell'agosto del 1874 si legge: «lo si trova (l'oro) persino nelle radici dell'erba»), le Colline Nere videro sopraggiungere oltre un migliaio di minatori. Il governo tentò di acquistare le Colline Nere dai Sioux, ma nel settembre 1875 alla commissione inviata dal governo i rappresentanti di oltre 14.000 nativi americani opposero il loro parere contrario; impossibilitato ad acquistare le colline, il governo statunitense tuttavia cessò i blandi tentativi fatti fino ad allora per tenere lontani i minatori dalla zona; soltanto la neonata cittadina di Deadwood, nel cuore delle Colline Nere, alla fine del 1876 contava oltre 20.000 abitanti.

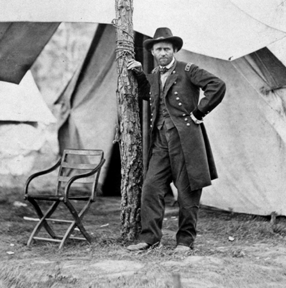
Il presidente Ulysses Grant all'epoca della guerra di secessione americana

La presidenza di Ulysses S. Grant decise di rimuovere l'ostacolo rappresentato da questi indiani "ribelli" ricorrendo alla forza militare: il 9 novembre 1876 venne redatto un rapporto da cui risultavano accuse a carico dei nativi americani, poi rivelatesi infondate, tra cui quella che i Lakota Hunkpapa di Toro Seduto rifiutassero i benefici della civiltà e rappresentassero un pericolo per tutto il sistema delle riserve; fu caldeggiato l'intervento dell'esercito se i nativi americani non avessero immediatamente fatto rientro nelle loro riserve e un ultimatum in tal senso fu emanato il 3 dicembre; Toro Seduto rispose che sarebbe «forse» rientrato nella riserva la primavera successiva, mentre Cavallo Pazzo non rispose affatto.
Nel frattempo il generale Sheridan aveva dato ordine alle truppe di muovere verso le Colline Nere con partenza da Fort Abraham Lincoln nell'aprile 1876. Le forze dovevano essere suddivise in tre colonne (le Colonne del Montana, del Wyoming e del Dakota) e convergere sulla regione del fiume Powder per individuare gli accampamenti dei nativi americani e costringere i "ribelli" a rientrare nelle riserve.
Tra i reparti di cui era previsto il coinvolgimento nell'operazione vi era anche il 7º Cavalleria: il generale Sheridan aveva selezionato Custer come comandante dell'intera Colonna del Dakota, ma nel marzo dello stesso anno il colonnello fu trattenuto a Washington per rendere testimonianza davanti a una commissione d'inchiesta del Congresso relativa a uno scandalo per corruzione, dallo stesso Custer sollevato, che coinvolgeva il Segretario di Stato per la guerra William W. Belknap, il fratello del presidente Grant, Orville, e commercianti che fornivano approvvigionamenti all'esercito in zona d'operazioni.
La testimonianza di Custer fu duramente criticata dalla stampa repubblicana, poiché egli costituiva l'unica fonte dell'accusa, e all'opposto lodata dalla stampa democratica. Screzi vari a livello politico, tra cui uno con lo stesso presidente Grant per aver pubblicato un articolo in cui criticava la sua politica di pacificazione con gli indiani, ritardarono il rientro di Custer a Fort Lincoln (ove era di stanza il 7º e da dove, secondo la tattica del generale Sheridan, avrebbe dovuto muovere la Colonna del Dakota per convergere sui nativi americani "ostili"). Il generale Alfred Terry tentò di intercedere, dichiarando di non avere a disposizione abbastanza ufficiali di alto rango cui affidare i comandi, ma il generale Sheridan rifiutò di aderire alla richiesta e impose a Custer di non lasciare Washington prima di aver incontrato il presidente Grant. Per tutta risposta, dopo aver richiesto tre colloqui con il presidente, Custer lasciò Washington il 2 maggio, recandosi a Chicago con l'idea di ricongiungersi al suo reparto, ma venne arrestato per ordine dello stesso Grant per non aver ottemperato all'ordine ricevuto. Il generale Terry incontrò Custer a Fort Snelling, in Minnesota, il 6 maggio 1876 e perorò nuovamente la sua causa presso il presidente Grant, sottolineando i vantaggi che sarebbero derivati dall'avere Custer a capo della spedizione. Sheridan intervenne, questa volta, in favore di Custer, suggerendo di valutare le colpe di Custer al termine della missione.

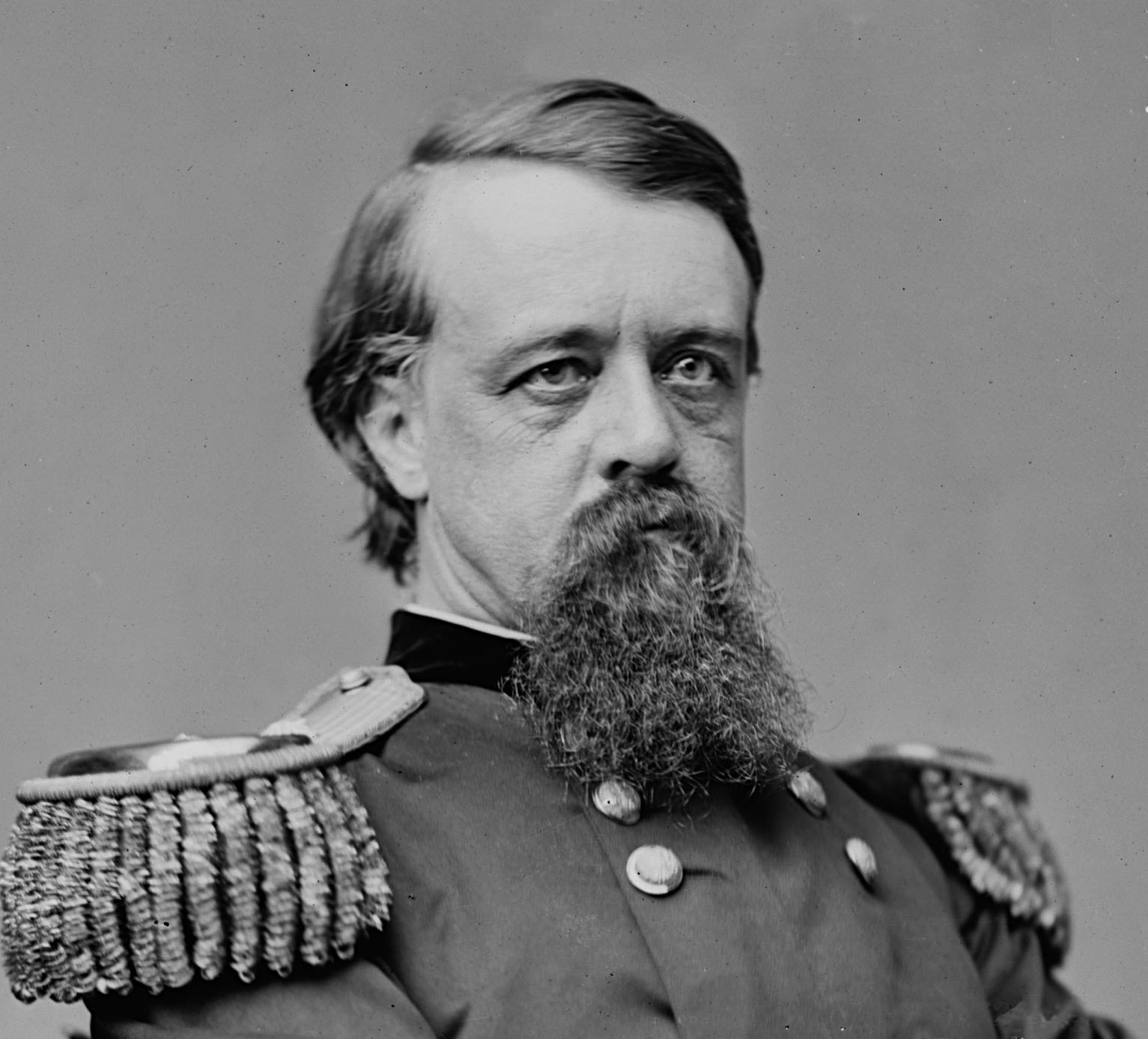
Il generale Alfred Terry, superiore di Custer durante la campagna del Little Bighorn

Custer arrivò a Fort Lincoln soltanto l'8 maggio 1876, ma gli era stato tolto il comando della Colonna del Dakota, che passò alle dirette dipendenze del generale Terry (alla sua prima esperienza di guerra contro gli indiani), e lo stesso incarico di comando del 7º era sottoposto alla diretta supervisione del medesimo generale; la colonna lasciò così il forte il 17 maggio 1876 diretta ad ovest.
L'approssimazione con cui la campagna di guerra stava iniziando era considerevole, dacché mancavano le più elementari informazioni necessarie per organizzare un qualsivoglia movimento tattico: non era nota l'entità del "nemico" (le notizie in possesso facevano supporre una forza di 800-1.000 unità), né la sua dislocazione sul territorio e, di conseguenza, nemmeno il terreno su cui lo scontro avrebbe avuto luogo.
In realtà, a febbraio, Toro Seduto aveva chiamato a raccolta tutte le principali tribù Sioux al solo scopo di vivere, almeno per un'ultima volta, "all'antica maniera", con cacce al bisonte e cerimonie sacre, prima di decidere cosa fare nei rapporti con l'uomo bianco; Cavallo Pazzo, a sua volta, aveva invitato alla riunione i Cheyenne del Capo Due Lune e alla medesima area, lungo il torrente Bighorn, si diressero i Brulé di Coda Chiazzata, i Piedi Neri, i Santee, i Sans Arc, gli Assiniboin, gli Yankton, gli Arapaho, per un totale, stimato, di oltre 3.000 tende, ovvero 10-15.000 unità, con un numero di guerrieri valutato tra i 1.800 e i 2.000.
La Colonna del Dakota avanzò molto lentamente, percorrendo solo 260 chilometri in due settimane; il 29 maggio Custer prese quattro compagnie del 7º Cavalleria e si separò dalla colonna principale per due giorni per condurre un'esplorazione a corto raggio: non furono trovate tracce di indiani ostili e al rientro il tenente colonnello fu rimproverato da Terry per aver diviso le forze e perché, senza la sua guida, la colonna principale aveva preso una pista sbagliata. Dopo essersi ricongiunto l'8 giugno alla Colonna del Montana, arrivata da ovest, il 10 giugno il generale Terry distaccò metà del 7º Cavalleria per condurre una ricognizione lungo i torrenti Rosebud e Tongue; Terry affidò il comando del distaccamento al maggiore Reno, provocando le ire di Custer: è possibile che la decisione fosse una mossa di Terry per riaffermare la sua autorità sull'indisciplinato colonnello, ma del resto Custer era vitale per coordinare le guide e gli esploratori e mantenere la colonna principale sulla pista giusta. È noto, specie dalle lettere che giornalmente Custer inviava con corriere alla moglie Elizabeth, che tale decisione fu aspramente criticata, ritenendo che il comportamento del generale Terry fosse dettato dalla paura di fornire a Custer un motivo in più per farsi onore sul campo di battaglia.

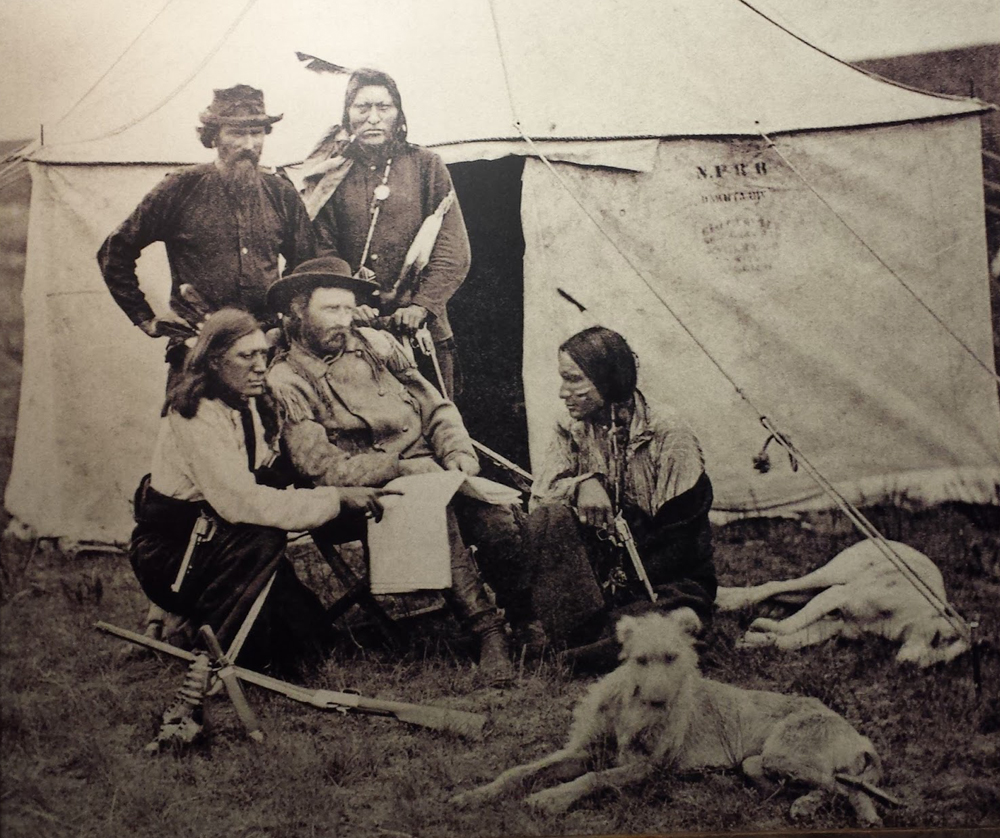
Custer (seduto al centro) e Coltello Insanguinato (in ginocchio a sinistra)

Spingendosi oltre il limite inizialmente previsto per la ricognizione (cosa che gli costò poi i rimproveri di Terry e Custer), Reno individuò l'area di un grosso accampamento smobilitato e un'enorme pista percorsa di fresco che si dirigeva a ovest verso la vallata del Rosebud: prima di tornare indietro per ricongiungersi a Terry il 19 giugno, gli scout indiani di Reno arrivarono fino a un solo giorno di cammino dietro l'accampamento di Toro Seduto e Cavallo Pazzo.
Il 21 giugno Terry riunì i suoi comandanti a bordo del battello fluviale Far West, ancorato sul fiume Yellowstone; ritenendo verosimile che il nemico si fosse spostato nella valle del fiume Little Bighorn, il generale prevedeva di condurre il grosso delle Colonne del Montana e del Dakota a nord del fiume, dopo averle traghettate attraverso lo Yellowstone, mentre Custer con l'intero 7º Cavalleria si doveva muovere verso sud come forza indipendente per raggiungere l'area del campo smobilitato e seguire la pista individuata da Reno fino al nuovo accampamento, ma senza attaccare se non quando fosse stato raggiunto dalle restanti forze di Terry; molta attenzione doveva essere data all'impedire agli indiani di fuggire, stringendoli, in una manovra a tenaglia, tra le due forze avanzanti. Terry assegnò a Custer, oltre agli scout indiani Arikara già aggregati al 7º Cavalleria, i sei migliori esploratori Absaroka (o Crow) di cui disponeva, ottimi conoscitori della zona, privandosi così di guide affidabili; il generale offrì inoltre a Custer una sezione di due mitragliatrici Gatling a sei canne rotanti, che rifiutò ritenendole d'impaccio per un'unità di cavalleria, e quattro compagnie del 2º Cavalleria già parte della Colonna del Montana: Custer affermò deciso che «il 7º Cavalleria può affrontare qualunque cosa si trovi davanti».
Prima di lasciare il forte, Custer offrì a Coltello Insanguinato, capo delle sue guide Arikara, molteplici doni, dicendogli che quella sarebbe stata per lui l'ultima campagna indiana e che, se lui e i suoi esploratori lo avessero bene aiutato nel conseguimento di una brillante vittoria, egli sarebbe diventato presidente.

### Lo scontro a Little Big Horn

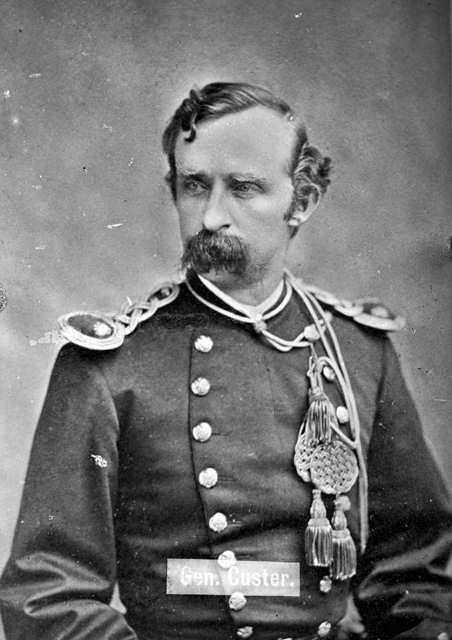
Il tenente colonnello Custer nel 1875

Alla data del 17 maggio 1876, il 7º Cavalleria aveva una forza di 33 ufficiali e 718 militari suddivisi in 12 compagnie, più la compagnia comando e la banda. Il 25 giugno 1876 la forza effettiva era scesa a 31 ufficiali (di cui 3 medici) e 617 tra sottufficiali, truppa, esploratori Arikara e Absaroka e civili bianchi (interpreti, imballatori e addetti ai muli). A mezzogiorno del 22 giugno Custer e il 7º Cavalleria lasciarono la colonna di Terry in assetto "leggero", accompagnato da un convoglio di 175 muli da soma con munizioni e rifornimenti per 15 giorni; quel 22 giugno la colonna risalì il Rosebud, percorrendo circa 20 miglia (32 km) prima di accamparsi, ma nei due giorni successivi, il 23 e 24 giugno, il 7º Cavalleria coprì invece circa 100 miglia (160 km) (ben oltre la tappa giornaliera di 20-25 miglia prevista dal Manuale di tattica della Cavalleria degli Stati Uniti), tenendosi sul terreno elevato in modo da avere la massima visibilità possibile.
Dopo aver superato il punto dove la ricognizione di Reno si era arrestata, nel pomeriggio del 24 giugno il 7º Cavalleria raggiunse una pista fresca che conduceva alla vallata del Little Bighorn: gli scout Absaroka si arrampicarono sulle alture dello spartiacque tra la vallata del Rosebud e quella del Little Bighorn e, dal promontorio poi noto come Crow's Nest ("Nido del Corvo"), notarono alcuni tipi lontano sull'orizzonte, circa 13 chilometri più a valle. Le istruzioni di Terry imponevano al 7º Cavalleria di dirigere ancora più a sud lungo il Rosebud prima di piegare verso il Little Bighorn e raggiungere il luogo del presunto accampamento per il 26 giugno, ma Custer trovò nelle tracce fresche appena scoperte «un motivo sufficiente per discostarsene»; alle 23:30 circa del 24 giugno, con uomini e cavalli decisamente stanchi, Custer riprese l'avanzata verso l'area in cui presumibilmente si trovava l'accampamento indiano, procedendo per nove chilometri e mezzo su per le colline, fermandosi solo alle 2:00 del 25 giugno per far bivaccare gli esausti soldati.

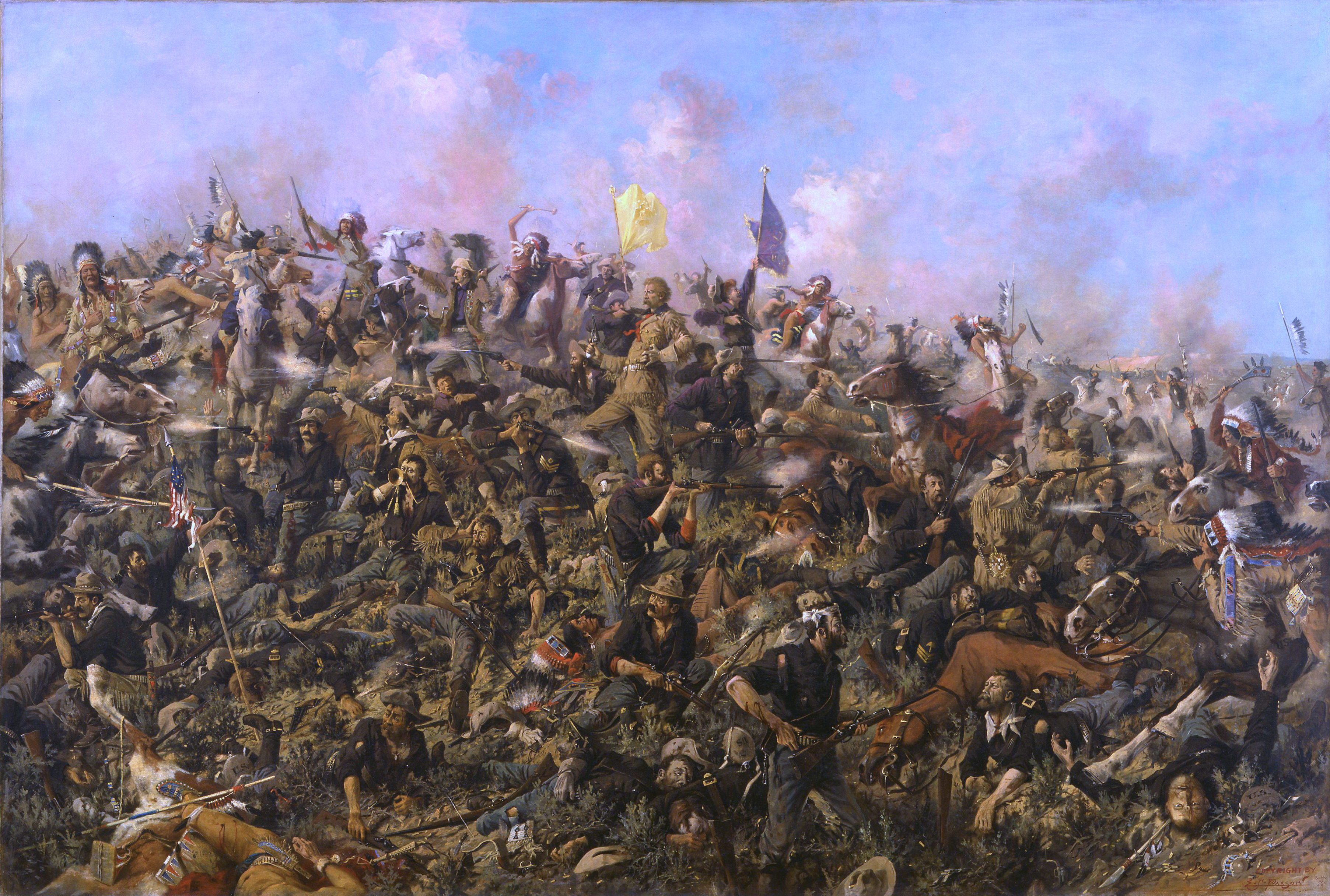
L'ultima resistenza di Custer in un quadro di Edgar Samuel Paxson del 1899

La mattina del 25 giugno, mentre il 7º Cavalleria riprendeva la marcia verso lo spartiacque, Custer salì al Crow's Nest per verificare gli avvistamenti dei suoi scout; Coltello Insanguinato riferì a Custer che, dall'analisi delle tracce sul terreno, i Sioux erano certamente più numerosi delle pallottole di cui il 7º disponeva, ma Custer si dimostrò poco preoccupato per il numero dei nemici, quanto più per il fatto che potessero fuggire. Dal Crow's Nest Custer non riuscì a vedere niente con il suo cannocchiale, ma mentre scendeva per riunirsi al suo reggimento un piccolo gruppo di Sioux fu visto di sfuggita darsi alla fuga sopra alcuni crinali; riuniti i suoi ufficiali, Custer stabilì che «ogni speranza di sorpresa era ormai perduta» e che, per impedire la fuga degli indiani, bisognava attaccare il più presto possibile quello che riteneva fosse «il più grande accampamento indiano del continente nordamericano». Custer divise il 7º Cavalleria in quattro distaccamenti: il maggiore Reno avrebbe condotto un battaglione di tre compagnie in direzione nord-ovest, lungo il corso principale di un torrente (poi "Reno Creek") che dal Crow's Nest andava a immettersi nel Little Bighorn più a ovest, seguito dal convoglio di muli scortato dalla compagnia del capitano McDouglas, che prevedibilmente sarebbe rimasto attardato più indietro; Custer avrebbe condotto un battaglione di cinque compagnie alla destra di Reno, sul terreno elevato lungo la riva opposta del torrente, mentre al capitano Benteen furono affidate le restanti tre compagnie per condurre un'ampia manovra sul fianco sinistro di Reno per esplorare una serie di alture che impedivano la visuale e intercettare eventuali gruppi di indiani in fuga verso sud. L'obiezione di Benteen che questo piano finiva con il frammentare le forze del reggimento fu ignorata da Custer.
La battaglia che ne seguì, passata alla storia come battaglia del Little Bighorn, ebbe inizio verso le 15:00 del 25 giugno 1876: dopo aver guadato la confluenza tra il Reno Creek e il Little Bighorn e procedendo lungo la riva occidentale del secondo, il battaglione di Reno finì con il cozzare inaspettatamente contro l'angolo meridionale dell'immenso accampamento indiano, un'area di tende lunga circa 5 chilometri. Reno decise di attaccare, convinto che gli indiani, presi completamente di sorpresa, fossero in fuga: mentre i non combattenti (donne, bambini e anziani) fuggivano verso nord, da ogni parte dell'accampamento i guerrieri presero invece a convergere sulla posizione di Reno, che si ritrovò ben presto in schiacciante inferiorità numerica. Da verifiche e analisi sui bossoli e sulle pallottole repertate sul luogo della battaglia, è stato possibile valutare che i nativi disponevano di oltre 30 tipi di armi da fuoco, di marca e calibro differenti, in numero di circa 370, oltre ad archi di due tipi (semplici e composti) con una gittata media di 150-200 metri e armi bianche (coltelli, asce, mazze e lance); verosimilmente, al momento dell'attacco i nativi non riconobbero il reparto, giacché la bandiera del 7º Cavalleria, costituita da uno stendardo blu con frange e l'aquila americana, non era presente, essendo rimasta con le salmerie. Reno si ritrovò ben presto sconfitto dalla massa dei guerrieri e respinto in una disordinata fuga sulla riva orientale del Little Bighorn; trinceratosi su una collina (poi "Reno Hill"), fu qui raggiunto da Benteen e dal convoglio dei muli, ma l'intero contingente si ritrovò bloccato e circondato su ogni lato dagli indiani.

### La morte

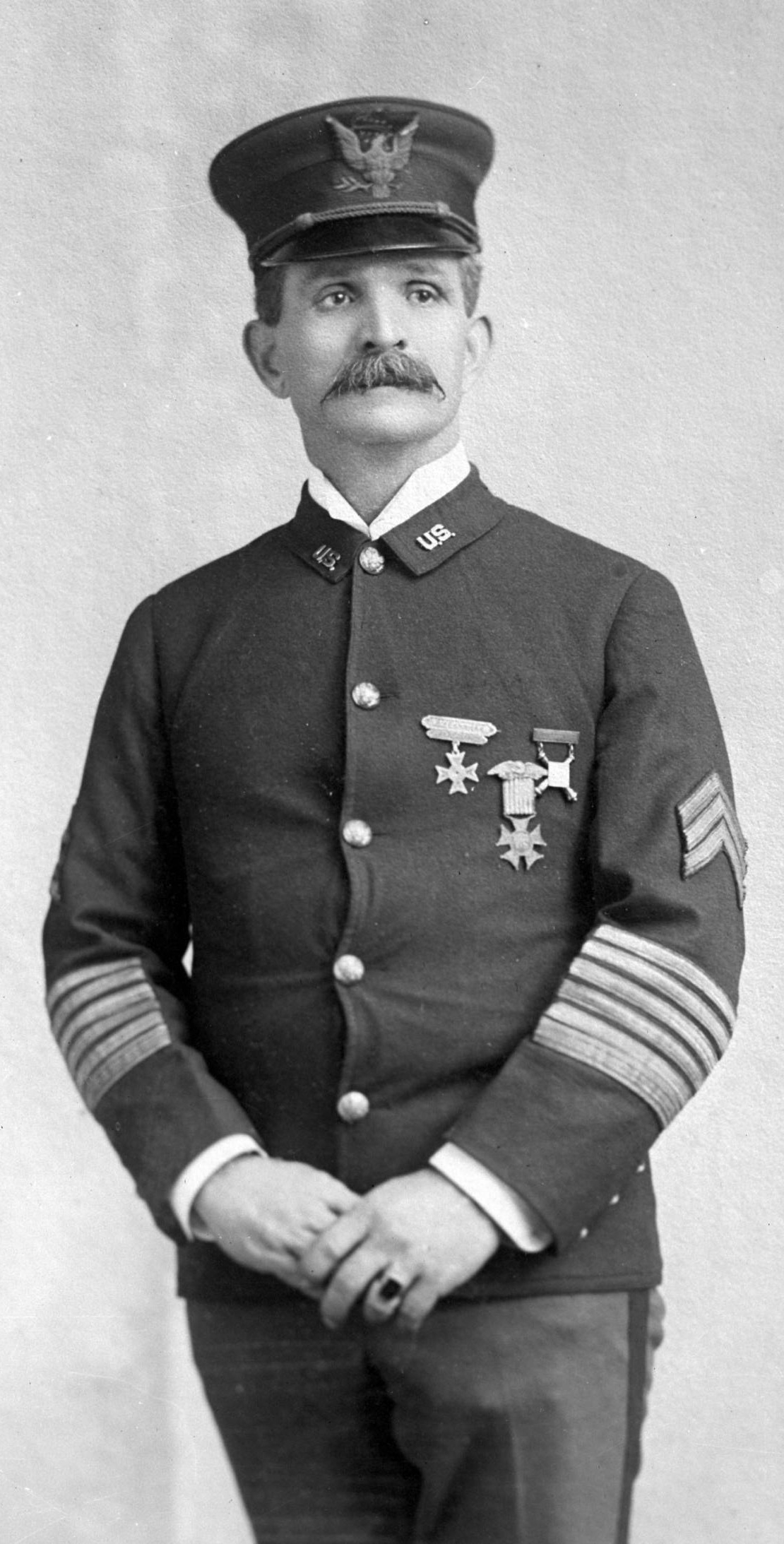
Giovanni Martini, nel 1904, con i gradi da primo sergente maggiore

Non esistono resoconti certi delle vicende accadute al battaglione di Custer. L'ultimo bianco a vedere vivo il colonnello fu il trombettiere John Martin (italiano naturalizzato, il cui nome era Giovanni Martini), che alle 15:20 fu inviato da Custer a recapitare un messaggio per Benteen dove si chiedevano rinforzi e munizioni; due esploratori indiani, il meticcio Mitch Bouyer e l'Absaroka Curly (Ashishishe), raggiunsero Custer verso le 16:00 dopo essere sopravvissuti alla rotta del battaglione di Reno; il colonnello lasciò i due liberi di andarsene e, mentre Bouyer scelse di restare e rimase ucciso più tardi, Curly si nascose su un'altura più a est e osservò la distruzione della forza di Custer da un chilometro e mezzo di distanza. A parte questo, le uniche fonti per ricostruire i movimenti del battaglione di Custer sono le testimonianze rese dai capi indiani che presero parte alla battaglia, spesso imprecise e prive di una visione generale, e i rilevamenti archeologici fatti nei decenni successivi; conseguentemente, qualunque ricostruzione contiene una certa dose di speculazioni e supposizioni, cosa che diede adito, soprattutto nel periodo immediatamente successivo alla battaglia, a resoconti degli eventi fantasiosi e largamente imprecisi, spesso tesi a dare una visione a effetto della battaglia per ammantare di gloria il disastro o coprire gli errori commessi dai protagonisti.
Dalla posizione occupata alle 15:20 (una piccola altura poi nota come "Weir Point"), Custer ebbe per la prima volta una visione completa dell'accampamento indiano, della massa dei guerrieri che convergeva sulle posizioni di Reno per dare battaglia e dei gruppi di non combattenti che all'opposto fuggivano a nord del campo verso un torrente tributario del Little Bighorn (poi "Squaw Creek"). Fu questo il momento decisivo della battaglia: lo scopo della spedizione dell'esercito era di obbligare i gruppi di nomadi nativi a rientrare nelle riserve dove potevano essere disarmati e tenuti sotto controllo e un ottimo sistema per realizzare ciò sarebbe stato il prendere in ostaggio le famiglie dei guerrieri; il battaglione di Custer non era molto numeroso (220 tra ufficiali, sottufficiali e truppa), ma le alture a picco sul Little Bighorn ne celavano la vista agli indiani nella vallata e la strada alle sue spalle era ancora aperta: se Benteen fosse arrivato con il suo battaglione, ci sarebbero stati soldati a sufficienza per portare un attacco oltre il Little Bighorn e catturare i gruppi di non combattenti che si nascondevano nella zona dello Squaw Creek.
Il battaglione di Custer si spinse quindi verso nord, tenendosi sulla riva orientale del Little Bighorn; verso le 15:45 l'ala sinistra fu inviata sulla sponda del Little Bighorn, poco a nord del margine settentrionale dell'accampamento, in una mossa tesa probabilmente ad allentare la pressione sul battaglione di Reno più a sud; ne seguì un breve scontro con i pochi guerrieri rimasti in quella zona, prima che i soldati si ritirassero sulle alture e procedessero ulteriormente verso nord. I soldati attraversarono una vallata ("Deep Ravine") e raggiunsero un crinale ("Battle Ridge") dove si attestarono tra due colline, "Calhoun Hill" a sud e "Custer Hill" a nord, inviando distaccamenti fin verso la confluenza dello Squaw Creek con il Little Bighorn più a nord. A quell'ora, però, lo scontro con Reno nella vallata era ormai cessato e la massa dei guerrieri indiani cambiò direzione: vari gruppi di indiani presero ad attraversare il Little Bighorn e a fronteggiare i soldati da nord e ovest, mentre una formazione più numerosa, guidata da Cavallo Pazzo, risalì la Deep Ravine e tagliò la via di fuga di Custer verso sud. Attaccate da tutti i lati, le compagnie del battaglione di Custer furono sopraffatte una dopo l'altra e annientate senza lasciare alcun superstite.
La postazione del 7º Cavalleria sulla Reno Hill fu bersagliata dagli indiani per tutta la notte, anche se la gran parte dei guerrieri si ritirò nell'accampamento, che fu spostato un po' più a nord. Nella mattinata del 26 giugno i combattimenti continuarono intorno alla Reno Hill, ma gli indiani non fecero alcun serio tentativo di espugnare la postazione e infine, quel pomeriggio, si ritirarono dal luogo della battaglia: i guerrieri avevano consumato gran parte delle loro riserve di munizioni e gli esploratori avevano segnalato l'approssimarsi al Little Bighorn della colonna di Terry da nord.

### Il ritrovamento del corpo
Il generale Terry arrivò sul luogo dello scontro la mattina del 27 giugno, dopo un approccio molto cauto; dopo aver soccorso i superstiti del 7º Cavalleria sulla Reno Hill, iniziò l'esplorazione del campo di battaglia; l'opera di ricerca e riconoscimento delle vittime, per una sepoltura sul luogo ove erano cadute, fu resa difficile, e talvolta impossibile, dal gran caldo estivo e dalle mutilazioni cui i corpi erano stati sottoposti e si concluse solo il 30 giugno. Il corpo di Custer fu rinvenuto in giornata sulla cima della Custer Hill da Fred Gerard, esploratore bianco del battaglione di Reno: completamente nudo, tranne i calzini, era reclinato, poggiato ai corpi di altri due soldati. Il viso, al contrario di quello di altri caduti, contratto, teso e dolorante, appariva disteso e sereno; il corpo presentava un foro di pallottola all'altezza del cuore, con sangue raggrumato, e un altro alla tempia sinistra: la dichiarata mancanza del cosiddetto "orletto escoriativo", fece escludere il suicidio. Tutto intorno al comandante del 7º vennero trovati 39 cavalli morti, abbattuti verosimilmente per farne riparo, e 42 corpi, tra cui quelli dei fratelli Tom e Boston Custer, del nipote 'Autie' Reed, del tenente William Cooke (aiutante di campo di Custer), del primo trombettiere del reggimento Henry Voss e del sergente Hughes Farther (alfiere del guidone personale di Custer).
Particolarmente dura fu la reazione del capitano Benteen, il più anziano degli ufficiali del 7º, che, davanti al corpo del suo comandante esclamò: «È qui, che Dio lo maledica! Finalmente non combatterà più!».
Lo scalpo di Custer non era stato asportato, probabilmente perché al momento dello scontro i suoi capelli erano particolarmente corti, avendoli tagliati prima di lasciare Fort Lincoln; questa circostanza rese Custer irriconoscibile agli indiani e per gran tempo i Sioux ritennero di aver sconfitto un reparto comandato dal generale Crook. Il corpo di Custer non venne mutilato o sfregiato, salvo, secondo alcune fonti , una punta di freccia che gli era stata conficcata lungo il pene; questo confermerebbe che non fu riconosciuto dai suoi avversari, oppure che doveva esser stato ucciso quasi subito, perché gli attaccanti non avevano riscontrato, da parte sua, azioni particolarmente meritevoli da giustificare le mutilazioni rituali sul nemico. Quando successivamente si seppe che il reparto era comandato da Custer, molti nativi cercarono di accreditarsi come coloro che lo avevano ucciso; tra questi vi furono "Joseph" White Bull (Tȟatȟáŋka Ská in lingua Lakota), Toro Bianco dei Miniconjou e Pioggia sul Viso (Ité Omáǧažu in Lakota). Il capo Cavallo Rosso disse che Custer fu ucciso da un guerriero Dakota Santee non identificato, mentre Toro Seduto sostenne che il colonnello fu riconosciuto da un gruppo di indiani subito prima di essere ucciso.
La sepoltura dei caduti fu necessariamente sommaria, per mancanza di attrezzi idonei allo scavo di fosse, ricoprendo i corpi di un sottile strato di terra e sassi; solo per Custer e per suo fratello Tom venne scavata una fossa di circa 30 cm di profondità. I corpi furono avvolti con pezzi di coperta e teli da tenda, prima di coprire il tutto con terra e sassi; quale segnacolo della sepoltura, una stanga da carro venne piantata a colpi di pietra; 26 dei caduti del battaglione di Custer non vennero mai rinvenuti e nulla si è mai più saputo di loro.

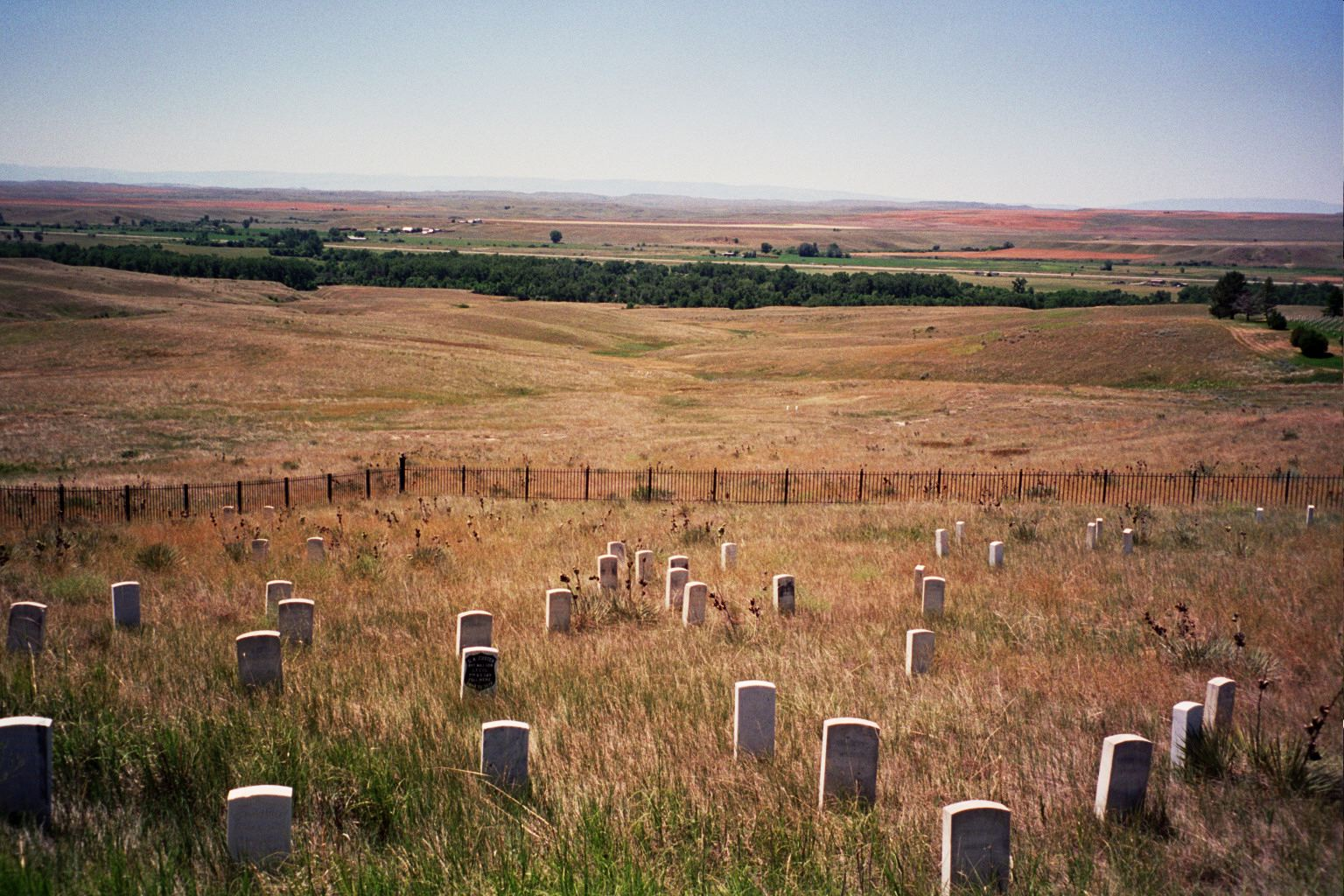
Il campo di battaglia del Little Big Horn nel 1994: la lapide contrassegnata da un simbolo nero indica il luogo in cui venne rinvenuto il corpo di Custer

Solo il 2 luglio Terry inviò corrieri con la notizia della disfatta del Little Bighorn e gli Stati Uniti vennero a conoscenza dei fatti solo il 5 luglio, nel pieno dei festeggiamenti del centenario dell'indipendenza; prevedibilmente, la notizia scatenò le ire dell'opinione pubblica e degli ambienti politici, i quali pretesero un'inchiesta formale sull'accaduto e immediate azioni di rappresaglia contro gli indiani ostili. Tanto Terry quanto il generale Sheridan presentarono rapporti fortemente revisionistici, tralasciando le proprie responsabilità nella pianificazione della campagna e lasciando intendere in sottotraccia che la colpa del disastro dovesse essere ripartita unicamente tra Custer, Reno e Benteen. In un rapporto al generale Sheridan, datato 27 giugno, il generale Terry riferì che il massacro si era verificato, probabilmente, «perché [Custer] quasi certamente era convinto che gli indiani fossero in fuga». A sua volta Sheridan, nel suo rapporto al generale Sherman, ritenne di dover imputare l'azione «né ad avventatezza né al desiderio di porsi in luce, ma a scarsa conoscenza della situazione e ad eccessivo coraggio». Nel settembre 1876 il presidente degli Stati Uniti Grant dichiarò al quotidiano New York Herald: «considero il Custer's massacre come un inutile sacrificio di uomini, di cui ritengo responsabile lo stesso Custer». Dinanzi alla corte che lo interrogava per valutare il suo comportamento nella battaglia del Little Big Horn, il maggiore Marcus Reno ebbe a dichiarare che «conosceva da lungo tempo il generale Custer come soldato, e non aveva stima delle sue capacità professionali».
Solo più di un anno dopo, il 10 ottobre 1877, quelli che si ritenne essere i resti mortali di Custer vennero recuperati e sepolti, con tutti gli onori militari, nel cimitero dell'accademia militare di West Point ove ancora oggi si trovano. Sulla tomba fu posta una statua di bronzo che, però, non essendo gradita alla vedova Elizabeth Bacon Custer, fu in seguito rimossa; oggi il luogo di sepoltura di Custer è contrassegnato da un obelisco.

## Soprannomi
I colleghi di accademia, i nativi ed i suoi militari assegnarono a Custer diversi soprannomi:
- "Fanny" per la sua carnagione chiara, da biondo, dai suoi colleghi di West Point[101]
- "Hard Ass" e "Iron Butt", con lo stesso significato di "Culo duro", dai suoi militari (per la sua capacità di restare in sella molto a lungo e per la sua intransigenza);
- "Ringlets" e "Yellow Hair", rispettivamente "Boccoli" e "Capelli biondi" (per la sua vanità e per i suoi capelli biondi);
- "Son of the Morning Star", "Figlio della stella del mattino", dai nativi (per la sua "abitudine" ad attaccare i villaggi alle prime luci dell'alba).
- "The Boy General", "Il generale ragazzo", dalla stampa con riferimento alla sua giovane età durante la Guerra di Secessione.

Per la moglie Elizabeth era invece "Autie", abbreviazione derivante dal modo in cui, da infante, pronunciava il suo nome Armstrong.

## Monumenti e luoghi intitolati

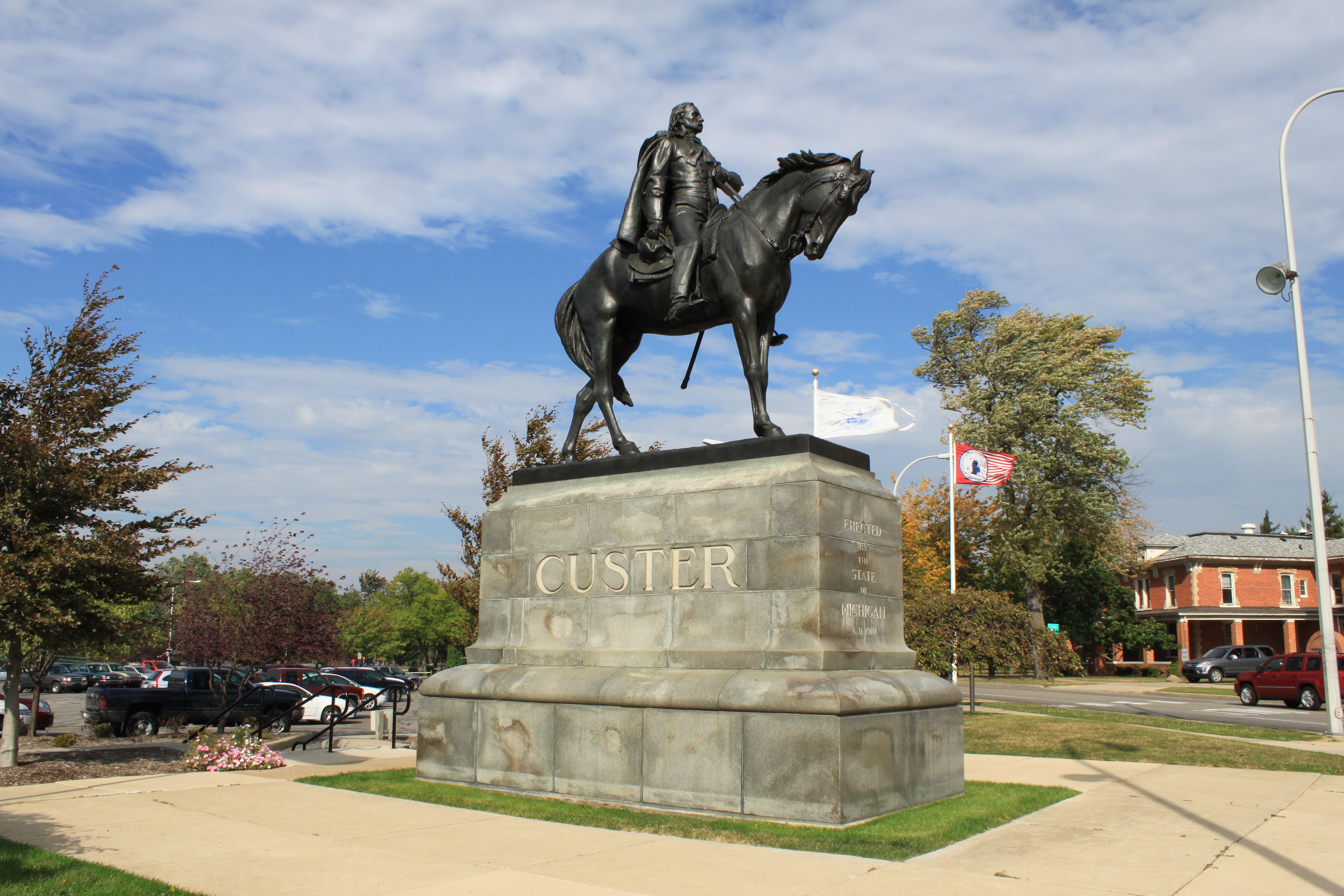
La statua equestre di Custer eretta a Monroe

Una statua equestre dedicata a George Armstrong Custer, opera di Edward Clark Potter, fu eretta a Monroe nel Michigan e inaugurata dal Presidente William Howard Taft il 4 giugno 1910; dal 1992 la statua fu designata come sito storico dello Stato del Michigan e, dal 9 dicembre 1994, è stata inserita nel National Register of Historic Places come il Monumento equestre a George Armstrong Custer. Un altro memoriale completo di una statua è stato eretto nella città natale di Custer, New Rumley in Ohio, ad opera della locale società storica. Il parco statale di Fort Abraham Lincoln nel Dakota del Sud contiene una ricostruzione dell'alloggio occupato da Custer e dalla moglie dal 1873 al 1876; gran parte delle Colline Nere è, dal 1912, ricompresa nel Custer State Park, primo e più grande parco nazionale del Dakota del Sud.
Sei contee in altrettanti stati portano il nome di "Contea di Custer": in Colorado, in Idaho, in Montana, in Nebraska, in Oklahoma e in Dakota del Sud. Il capoluogo della contea di Custer del Dakota del Sud è la città di Custer, costruita sulle Colline Nere nel 1875 dai minatori accorsi dopo l'esplorazione della regione ad opera del 7º Cavalleria; svariate altre township e piccoli centri abitati sono intitolati in onore di Custer in vari stati degli Stati Uniti.
La 85th Infantry Division, una divisione di fanteria dell'esercito statunitense attiva nella seconda guerra mondiale e come unità di riserva dal 1947 al 2007, portò l'appellativo di "Custer Division"; la divisione aveva sede al Fort Custer Training Center, nel Michigan, uno dei più importanti centri d'addestramento militare della regione del Midwest.

## La figura di Custer nella filmografia e nella cultura di massa
Dopo la tragica fine, la figura di Custer, nonostante non fosse certo priva di ombre, fu celebrata come quella di un eroe senza macchia e senza paura dalle cronache dell'epoca a partire dai giornali, che già ne avevano fatto un simbolo durante la guerra di secessione, entrando di fatto nella mitologia assieme agli altri "eroi del selvaggio West". L'alone di mistero che aleggia attorno alla fine, sua e dei suoi uomini, al Little Big Horn ha consentito di spaziare, in modo più o meno romanzato, in numerose opere di fantasia, spesso caratterizzate da marchiane imprecisioni sullo svolgimento dei fatti.

### Filmografia
Nell'elenco dei film viene riportato, quando noto, il nominativo dell'attore che ha interpretato il personaggio di Custer
- On the Little Big Horn or Custer's Last Stand - USA - Regia di Francis Boggs (1909) - Hobart Bosworth;
- Custer's Last Fight - USA - Regia di Francis Ford (1912) - Francis Ford;
- The Massacre - USA - Regia di David Wark Griffith (1912) - Wilfred Lucas;
- Colonel Custard's Last Stand - USA - Regia di Richard Garrick (1914)[N 36];
- Britton of the Seventh - USA - Regia di Lionel Belmore (1916) - Ned Finley;
- Bob Hampton of Placer - USA - Regia di Marshall Neilan (1921) - T. D. Crittenden;
- Wild Bill Hiccup - USA - Regia di George Jeske (1924) - Al Forbes;
- The Flaming Frontier - USA - Regia di Edward Sedgwick (1926) - Dustin Farnum;
- General Custer at Little Big Horn - USA - Regia di Harry L. Fraser (1926) - John Beck;
- The World Change - USA - Regia di Mervyn LeRoy (1933) - Clay Clement;
- La conquista del West (The Plainsman) - USA - Regia di Cecil B. DeMille (1936) - John Miljan;
- Pantere Rosse (Custer's Last Stand) - USA - Regia di Elmer Clifton (1936) - Frank McGlynn Jr.;
- I pascoli dell'odio (Santa Fe Trail) - USA - Regia di Michael Curtiz (1940) - Ronald Reagan;
- La storia del generale Custer (They Died with Their Boots on) - USA - Regia di Raoul Walsh (1941) - Errol Flynn;
- Il massacro di Fort Apache (Fort Apache) - USA - Regia di John Ford (1947) - Henry Fonda[N 37];
- Squilli al tramonto (Bugles in the Afternoon) - USA - Regia di Roy Rowland (1951) - Sheb Wooley;
- La trappola degli indiani (Little Big Horn) - USA - Regia di Charles Marquis Warren (1951)[N 38];
- Sentiero di guerra (Warpath) - USA - Regia di Byron Haskin (1952) - James Millican;
- La strage del 7º Cavalleggeri (Sitting Bull) - USA - Regia di Sidney Salkow (1954) - Douglas Kennedy;
- Furia indiana (Chief Crazy Horse) - USA - Regia di George Sherman (1955)[N 39];
- 7º Cavalleria (7th Cavalry) - USA - Regia di Joseph H. Lewis (1956)[N 40];
- L'ultima battaglia del generale Custer (Tonka) - USA - Regia di Lewis R. Foster (1958) - Britt Lomond;
- Massacro alle Colline Nere (Requiem to a Massacre) - USA - Regia di George Waggner (1960) - Clint Walker;
- Doringo! (The Glory Guys) - USA - Regia di Arnold Laven (1965)[N 41];
- Il massacro dei Sioux (The Great Sioux Massacres) - USA - Regia di Sidney Salkow (1965) - Philip Carey;
- Custer eroe del West (Custer of the West) - USA - Regia di Robert Siodmak (1968) - Robert Shaw;
- Il piccolo grande uomo (Little Big Man) - USA - Regia di Arthur Penn (1970) - Richard Mulligan;
- Non toccare la donna bianca (Touche pas à la femme blanche) - Francia - Regia di Marco Ferreri (1974) - Marcello Mastroianni[N 42];
- The Court-Martial of George Armstrong Custer - USA - Regia di Glenn Jordan (1977) - James Olson;
- Class of '61 - USA - Regia di Gregory Hoblit (1993) - Josh Lucas;
- Stolen Women: Captured Hearts - USA - Regia di Jerry London (1997) - William Shockley;
- Una notte al museo 2 - La fuga (Night at the Museum: Battle of the Smithsonian) - USA - Regia di Shawn Levy (2009) - Bill Hader;
- The Ridiculous 6 - USA - Regia di Frank Coraci (2015) - David Spade.

### Televisione
Il personaggio "Custer" è stato più volte interpretato in serie televisive tra le quali (tra parentesi l'attore che ha impersonato Custer):
- Cheyenne - USA (1955-1962): episodi The Broken Pledge (Whit Bissell) e Gold, Glory and Custer (Barry Atwater);
- Yancy Derringer - USA (1958-1959): episodio Longhair (Grant Williams);
- I forti di Forte Coraggio (F Troop) - USA (1965-1967): episodio Old Ironpants (John Stephenson);
- Kronos - Sfida al passato (The Time Tunnel) - USA (1966-1967): episodio Massacre (Joe Maross);
- Custer (The legend of Custer) - USA (1967): personaggio protagonista in tutti gli episodi (Wayne Maunder);
- Son of the Morning Star - USA (1991): mini serie televisiva (Gary Cole);
- La signora del West (Dr. Quinn, Medicine Woman) - USA (1993-1998): personaggio ricorrente della terza stagione (James Leland Adams);
- Into the West - USA (2005): episodio Manifest Destiny (Jonathan Scarfe).

### Videogiochi
Il personaggio "Custer" compare nei seguenti videogiochi:
- Custer's Revenge (1982): videogioco a sfondo erotico, il giocatore impersona Custer intento a cercare di violentare una squaw indiana;
- Duke Nukem: Zero Hour (1999): nel livello Fort Roswell Custer interviene come nemico del protagonista del gioco;
- Age of Empires III: The WarChiefs (2006): nel livello finale il giocatore collabora con i Sioux nella sconfitta di Custer nella battaglia di Little Bighorn;
- Darkest of Days (2009): il giocatore è un membro del 7º Cavalleria durante la battaglia di Little Bighorn.

### Musica
- Custer è un singolo del gruppo heavy metal statunitense Slipknot, estratto dall'album .5: The Gray Chapter pubblicato nel 2014.

### Fumetti
- La vita di Custer è stata narrata da Berardi e Milazzo nel numero 32 della serie Ken Parker della Mondadori Comics[109]
- Il generale Custer compare come co-protagonista in un'avventura del fumetto Tex (albi Congiura contro Custer, Le grandi praterie e Little Bighorn), testi di Claudio Nizzi, disegni di Giovanni Ticci.
- Il generale Allister, personaggio della serie western franco-belga Blueberry, è ispirato palesemente a Custer, anche nel soprannome che gli hanno dato gli indiani ("Testa Gialla").
- Nel manga western Red - Living on the Edge il generale Custer compare durante la rappresentazione della battaglia di Little Bighorn.

### Annotazioni
1. ↑  I "Custer" secondo il 7º censimento della popolazione degli Stati Uniti d'America del 1º giugno 1850. Si trattò del primo censimento in cui, oltre ai capi-famiglia, vennero censiti tutti i membri di ciascuna compagine, schiavi compresi (che risultarono essere oltre 3 milioni, su una popolazione complessiva di circa 23.200.000 unità).
2. ↑  Thomas Custer (1845-1876), fratello minore di George, partecipò dapprima come soldato semplice alla guerra di secessione durante la quale ottenne i brevetti di capitano, maggiore e tenente colonnello. Gli furono conferite due medaglie d'onore, la più alta ricompensa al valor militare degli Stati Uniti d'America, per atti di eroismo; fu il primo soldato ad ottenere il duplice riconoscimento ed uno dei quattro che lo ottennero durante la guerra di secessione. Nel 1866, durante le guerre indiane, venne promosso sottotenente ed aggregato al 7º Cavalleria comandato dal fratello George. Promosso capitano, e comandante della Compagnia "C", divenne aiutante di campo del fratello durante la campagna e morì nella battaglia di Little Big Horn.
3. ↑  Boston Custer (1848-1876), fratello minore di George, pur avendo iniziato la carriera militare la lasciò ben presto per la carente salute. Seguì tuttavia il fratello ed il 7º Cavalleria come addetto ai rifornimenti. Dello stesso convoglio di salmerie faceva parte anche il nipote diciottenne di Custer, Henry Armstrong Reed "Autie" (1858-1876). Ricevuta la richiesta di George di ulteriori munizionamenti, i due lasciarono il convoglio e raggiunsero la colonna poco prima dell'attacco al villaggio indiano nel corso del quale entrambi persero la vita.
4. ↑  James Calhoun (1845-1876), cognato di Custer, al termine della guerra di secessione aveva raggiunto il grado di sergente. Nel 1864 si arruolò nuovamente come secondo sottotenente dell'esercito. Dopo il matrimonio con la sorella di George Armstrong Custer, Margareth, nel 1870, venne assegnato come sottotenente alla Compagnia "C" del 7º Cavalleria. Un altro suo cognato, Myles Moylan (1838-1909) marito della sorella Charlotte, faceva parte come capitano della colonna comandata dal maggiore Reno che non prese parte al combattimento principale di Little Big Horn.
5. ↑  La lettera di raccomandazione del deputato Bingham al segretario della guerra, Jefferson Davis, reca la data del 18 novembre 1856 ed è conservata negli Archivi Nazionali degli Stati Uniti d'America.
6. ↑  Nella sua lettera al deputato Bingham, il giovane Custer ebbe a scrivere tra l'altro di essere certo che: «...non faccia alcuna differenza per l'onorevole, se fosse un ragazzo whig o democratico, ma che, ciononostante, desiderava specificare chiaramente di essere un ragazzo democratico...».
7. ↑  Custer raggiunse il reparto di assegnazione il 15 luglio, con 15 giorni di ritardo rispetto ai suoi pari corso e pari grado essendo stato sottoposto, prima della partenza, a procedimento disciplinare per non essere intervenuto, quale ufficiale di servizio, a sedare una rissa scoppiata tra cadetti non ancora promossi.
8. ↑  Stefanon, p. 28, riporta la seguente notizia derivante da Lawrence A. Frost: «L'uniforme dei soldati a quei tempi era disordinata e senza alcuna pretesa. Custer cercò di riordinarla un po' abbassando il cocuzzolo del cappello e allargandone la tesa. Scartò la giacca a code della cavalleria e la sostituì con un giacchetto di velluto nero con calzoni dello stesso tipo. [...] per dare risalto al giacchetto vi fece applicare dei galloni d'oro che ne guarnivano le maniche fin sopra i gomiti. Utilizzando una camicia blu della marina, con il largo colletto, aveva reso evidente il proprio grado di generale di brigata facendo cucire una stelletta d'argento su ciascun angolo del colletto. Una larga cravatta rossa era annotata intorno al collo...».
9. ↑  A proposito di un tale alto numero di caduti, in un suo rapporto, citato da James Robbins (2006) in Last in their class: Custer, Pickett and the Goats of West Point, p. 268, Custer ebbe a scrivere: «sfido gli annali di guerra a produrre una carica di cavalleria più brillante o vincente»).
10. ↑  "George A. Custer • Cullum's Register • pp. 837-840. Il Cullum's Register è un documento ufficiale dell'Accademia di West Point che riporta, classe per classe, i nominativi dei cadetti che si sono susseguiti nei vari corsi dell'istituto indicandone, peraltro, la posizione in graduatoria dal 1818 al 1978, quando si decise di non più riportare le graduatorie finali. Il registro trae il suo nome da colui che lo istituì, il gen. George Washington Cullum, classe d'accademia 1833 (3° del suo corso) e direttore della stessa dal 1864 al 1866.
11. ↑  Il 28 luglio 1866 il presidente Johnson firmò la legge che definiva forza e organizzazione degli Stati Uniti d'America per il tempo di pace. I reggimenti di fanteria salivano da 19 a 45 (con ferma di 3 anni), quelli di cavalleria da 6 a 10 (con ferma di 5 anni), quelli di artiglieria restavano in numero di 5. Per la fanteria, i reggimenti dal 38º al 41º erano costituiti da soldati di colore, dal 42º al 45º da veterani; per la cavalleria venivano istituiti nuovi reggimenti dal 7º al 10º. Di questi, gli ultimi due, 9° e 10°, erano costituiti da militari di colore.
12. ↑  Nel giugno 1867 il 7º Cavalleria disponeva di: 119 carabine Spencer cal. 52; 369 carabine Spencer cal. 50; 70 fucili Sharp cal. 50; 492 carabine cal 45 e altre armi di calibro e marca vari. Il differente calibro e la differente marca comportavano anche la differenziazione del relativo munizionamento, con notevole difficoltà di approvvigionamento specie in zona di combattimento. L'opera di standardizzazione delle armi porterà l'armamento del 7°, nel 1874, a poter disporre di: 736 carabine Spriengfield cal. 45 e 201 fucili Sharp cal. 50.
13. ↑  Per questa intransigenza, e per la capacità di restare a cavallo per molto tempo, venne soprannominato, dai suoi soldati Iron Butt, letteralmente "Culo di Ferro".
14. ↑  Il 30 giugno 1867, con partenza alle 04:00, il 7º cavalleria percorse una tappa di circa 55 miglia (90 km) sino a notte inoltrata; il giorno successivo 1º luglio, la tappa fu di circa 65 miglia (105 km) fino a circa la mezzanotte, quando raggiunse il fiume Platte dove venne impiantato il campo. Il giorno 2 la tappa fu di 50 miglia (80 km).
15. ↑  La vita militare era, normalmente, dura per la disciplina intransigente, e pericolosa per le malattie contraibili oltre che per i rischi delle battaglie e degli scontri. Ancor più dura per chi prestava servizio in frontiera; nel solo 1871 le diserzioni arrivarono a 8.000 unità su 27.000 arruolati.
16. ↑  Il giorno 3 luglio risultavano mancanti all'appello 40 militari. Alla sera dello stesso giorno tredici soldati (di cui sette a cavallo) si diedero alla fuga, inseguiti, per ordine di Custer, da un contingente comandato dal maggiore Eliott, che riuscì a riportare all'accampamento solo i sei appiedati, di cui tre feriti nel corso di un breve combattimento.
17. ↑  Accusa mossa da un suo ufficiale, il capitano Robert M. West.
18. ↑  Il capitano Benteen, in una sua lettera ad un conoscente, Theo Goldin, aveva criticato aspramente il comportamento di Custer al Washita e l'aver abbandonato il contingente di Elliott (tra l'altro dichiarò «I'm only too proud to say that I despised him», «Sono orgoglioso di dire che lo disprezzo»); la lettera, senza il consenso dell'autore, fu pubblicata sul St. Louis Democrat newspaper.
19. ↑  Nel maggio 1876 Edwards Pierrepont (West's Encyclopedia of American Law (2005), "Pierrepont, Edwards" p. 445, vol. 2 ISBN 978-0-7876-6367-4), allora procuratore generale degli Stati Uniti, emise una sentenza che giustificava l'invasione governativa: la legge con cui era stato proibito ai bianchi di entrare nelle Colline Nere era, tuttavia, incostituzionale e, comunque, non era applicabile ai cittadini degli Stati Uniti, ma solo agli stranieri.
20. ↑  Se i capi anziani delle riserve erano forse più disposti a negoziare con il governo, la resistenza all'accordo era portata avanti in special modo da un gruppo di capi relativamente più "giovani", capeggiati da Toro Seduto (Tȟatȟaŋka Iyotȟaŋka) e Cavallo Pazzo (Tashunka Uitko), propugnatori dell'idea che indiani e bianchi dovessero vivere separati. Questi capi si attenevano strettamente alle pratiche culturali e spirituali tradizionali, rifiutandosi di vivere nelle riserve e continuando a muoversi e cacciare nei territori al di fuori di esse.
21. ↑  Coltello Insanguinato, Tamena Way Way in lingua Sioux, Nee si Ra Pat in lingua Arikara (circa 1840-1876), figlio di un Sioux Hunkpapa e di una Harikara, venne discriminato dalla sua gente Sioux per la sua discendenza mista e, costretto a lasciare il suo accampamento, dapprima trovò impiego come cacciatore e guida per la American Fur Company e successivamente come guida dapprima per il generale Alfred Sully (1820-1879) e poi per George Armstrong Custer. Anch'egli perderà la vita al Little Big Horn.
22. ↑  Oltre le assenze dovute a malattia, 2 ufficiali e 152 soldati erano stati distaccati presso il comando della spedizione alle dirette dipendenze del generale Terry. Il motivo principale di tale distacco era dovuto alla carenza di cavalli, data anche la grande mortalità dei quadrupedi durante le campagne in genere e quella nelle Grandi Pianure in particolare: il 7° era entrato in campagna, a maggio, con 644 cavalli, ma ai primi di giugno poteva soltanto contare su 597 cavalcature.
23. ↑  Fu disposto che venissero lasciati al campo, oltre alla banda, anche i carri da trasporto, le sciabole e lo stesso stendardo del reggimento, che entrò in battaglia, perciò, con i soli guidoncini delle singole compagnie; vedi Stefanon, p. 217.
24. ↑  Per ordine di Custer, ogni squadrone doveva costituire una propria salmeria su cui caricare: 15 giornate di gallette, zucchero e caffè; 12 giornate di pancetta affumicata; 50 pallottole per carabina per ogni uomo. Questi ultimi dovevano portare, nella sacche da sella: 100 colpi per carabina e 24 per pistola; ogni cavallo doveva inoltre trasportare 5 chili di avena. vedi Stefanon, p. 222.
25. ↑  Manuale di tattica della Cavalleria degli Stati Uniti, edizione 1874: «La media per la marcia della cavalleria è stabilita dalle 15 alle 20 miglia al giorno. L'andatura abituale è il passo [...] con una pausa di 15 minuti ogni ora. [...] Durante una marcia prolungata gli ufficiali e i soldati [...] devono smontare e procedere a piedi con il cavallo al fianco per venti o quaranta minuti ogni due o tre ore di marcia».
26. ↑  Secondo Gray (1976), p. 356, le forze dell'accampamento comprendevano appartenenti alle tribù Cheyenne, Hunkpapa, Oglala, Miniconjou, Sans Arc, Brulè, Piedi Neri, Oohenonpa, per un totale di circa 1.000 tende, 7.120 nativi di cui 1.782 maschi.
27. ↑  Il nome deriva dal capitano Thomas Weir, comandante della Compagnia D assegnata al battaglione di Benteen, che più avanti nel corso della battaglia si spinse fino a questo punto alla ricerca del battaglione di Custer prima di tornare indietro a causa degli attacchi degli indiani.
28. ↑  Di questi, 27 provenivano dalla Germania, 28 dall'Irlanda, 16 dalla Gran Bretagna e 17 da altri paesi; d'Aniello, p. 51.
29. ↑  Boston Custer, aggregato al convoglio dei muli come interprete civile, se ne distaccò al momento dei primi spari e raggiunse indisturbato il battaglione del fratello verso le 16:30.
30. ↑  Dal nome del tenente James Calhoun, comandante della Compagnia L assegnata al battaglione di Custer, che qui fu ucciso.
31. ↑  I soldati dichiararono di aver udito i tamburi della danza degli scalpi, ovvero della vittoria; in realtà, stando anche a testimonianze dei nativi che avevano preso parte al combattimento, una tale danza non si tenne poiché la sera dei combattimenti, in genere e in presenza di propri morti, era riservata al dolore. I Sioux non celebravano una tale cerimonia festiva se non quattro giorni dopo la battaglia e solo dopo aver ottenuto il parere favorevole dei parenti delle vittime; vedi Vestal, p. 164.
32. ↑  In caso di suicidio mediante esplosione di un colpo d'arma da fuoco a contatto con la pelle (cosiddetto "a bruciapelo"), come nel caso appunto di un colpo alla tempia, si evidenzia attorno al foro d'entrata un "orletto escoriativo" causato dalla compressione della bocca dell'arma sull'epidermide dovuta specialmente al colpo di rinculo, nonché alla bruciatura dell'epidermide a causa della vampa generata dalla combustione della polvere; attorno alla ferita si evidenzia, inoltre, un cosiddetto "tatuaggio", ovvero residui di polvere da sparo incombusta che vengono "iniettati" sotto pelle dalla violenza dell'esplosione.
33. ↑  Secondo la versione di "Joseph" White Bull, nelle prime fasi del combattimento, durante la fase di avvicinamento del reparto militare all'accampamento, tre o quattro guerrieri avevano ingaggiato una sparatoria con i militari, mentre attraversavano un guado, nel corso della quale era stato colpito un ufficiale che indossava una giacca in pelle di daino e che cavalcava un sauro - capo che effettivamente indossava Custer quel giorno e tipologia di cavallo, di proprietà, cavalcato - e portava un cappello a tesa larga. L'uccisione di Custer nelle fasi iniziali è stata usata da alcuni autori per spiegare poi la successiva sconfitta del suo battaglione.
34. ↑  Nello stesso rapporto, Terry dichiarò «per quanto posso immaginare, Custer agì in maniera errata [...] decise di attaccarli, senza che i suoi uomini fossero pronti, e divise il suo comando in gruppi che vennero battuti separatamente».
35. ↑  Molte testimonianze di militari addetti al recupero sottolinearono che le operazioni avvennero in una situazione di confusione: il sergente Michael C. Caddle riferì che una camicia su cui si riteneva essere stato appoggiato il corpo di Custer risultò di fatto appartenere al caporale William Teeman -come risultava da un documento rinvenuto in una tasca- e nel 1911 George Herendeen, guida bianca di Sheridan, dichiarò che «dalla tomba di Custer non furono estratte più di due manciate di piccole ossa. Il corpo era stato dissepolto dai coyote e fatto a pezzi e le ossa erano sparpagliate tutto intorno». Analoga versione venne resa da Thomas la Forge, interprete Crow del reparto, che dichiarò che «la quantità di sostanza corporale che fu possibile raccogliere e trasferire nella bara non era sufficiente a riempire il mio cappello». James P. McNally, altro militare della squadra di esumazione, dichiarò inoltre che l'ufficiale preposto, il capitano Michael V. Sheridan, fratello del generale, ebbe a dire: «Chiudete la cassa; va benissimo così, purché la gente creda che sia lui».
36. ↑  Pur non riferendosi esplicitamente a Custer, il film è ispirato alla sua vicenda e la sua figura è il personaggio interpretato da Lloyd Hamilton, il colonnello Custard.
37. ↑  Pur non riferendosi esplicitamente a Custer, il film è ispirato alla sua vicenda e la sua figura è il personaggio interpretato da Fonda, il tenente colonnello Owen Thursday.
38. ↑  Non esiste il personaggio "Custer" se non come citazione poiché il protagonista, contravvenendo agli ordini ricevuti, decide al termine del film di aggregarsi alla colonna di Custer che si sta dirigendo verso il Little Big Horn.
39. ↑  Si tratta di una biografia di Cavallo Pazzo in cui la figura di Custer è solo menzionata, ma non esiste in quanto personaggio.
40. ↑  Non esiste il personaggio "Custer" poiché narra la storia di un ufficiale del 7°, accusato di codardia, che si offre volontario per il recupero del corpo di Custer.
41. ↑  Il film non tratta direttamente della vicenda di Custer, ma vi si ispira.
42. ↑  Film di satira surreale sulle vicende del generale Custer.

### Fonti
1. ↑  Dupuy e Johnson, pp. 204-205.
2. ↑  Wert, p. 15.
3. ↑  Connell, p. 352.
4. 1 2  Panzeri, p. 39.
5. ↑  Stefanon, p. 3.
6. 1 2  Stefanon, pp. 4-5.
7. ↑  L'incontro avvenne presso il Boyd's Seminary il quarto giovedì di novembre, Giorno del ringraziamento; Stefanon, p. 23.
8. ↑  George Armstrong Custer: West Point Class of June 24, 1861 in Cullum's Register, Vol II, pp. 837-840.
9. ↑  Stefanon, p. 9.
10. ↑  Eicher e Eicher, p. 196.
11. ↑  Stefanon, p. 11.
12. ↑  Stefanon, p. 22.
13. ↑  Tagg, p. 184.
14. ↑  Stefanon, p. 23.
15. ↑  Marguerite Merrington, The Custer Story In Letters, University of Nebraska Press, 1987.
16. 1 2  d'Aniello, p. 28.
17. ↑  Tagg, p. 185.
18. ↑  Utley 2001, p. 39.
19. ↑  Utley 2001, pp. 39-40.
20. ↑  Stefanon, pp. 71-72.
21. ↑  Utley 2001, p. 41.
22. ↑  Stefanon, p. 74.
23. 1 2  d'Aniello, p. 31.
24. ↑  Stefanon, p. 75.
25. ↑  d'Aniello, pp. 40-41.
26. ↑  d'Aniello, pp. 32-33.
27. ↑  Winfield, p. 194.
28. ↑  Stefanon, pp. 105-106.
29. ↑  d'Aniello, pp. 33-35.
30. ↑  Stefanon, p. 107.
31. ↑  d'Aniello, p. 33.
32. ↑  Stefanon, pp. 111-113.
33. ↑  Ambrose, pp. 334-335.
34. ↑  Stefanon, p. 115.
35. ↑  Hoig, p. 179.
36. ↑  Greene, p. 103.
37. 1 2  Hoig, p. 93.
38. ↑  Greene, p. 1023.
39. ↑  Hoig, p. 124.
40. ↑  (EN) The story of the Battle of Washita, su nps.gov. URL consultato il 27 ottobre 2016 (archiviato il 28 ottobre 2016).
41. ↑  Lewis, p. 231.
42. 1 2  Wert, p. 276.
43. ↑  Axelrod, p. 209.
44. ↑  Ward, p. 236.
45. ↑  Stefanon, p. 145; i corpi di Eliott e dei suoi uomini, denudati ed irrigiditi dal gelo, raccolti in un cerchio di circa venti metri di diametro, vennero recuperati solo il 9 dicembre 1868.
46. ↑  d'Aniello, p. 38.
47. ↑  Utley 1984, p. 158.
48. ↑  Utley 2001, p. 107.
49. ↑  Wert, p. 107.
50. ↑  John G. Gray, Centennial campaign. The Sioux war of 1876, The Old Army press, Fort Collins, 1976, pp. 37-45.
51. ↑  Panzeri, p. 11.
52. ↑  Panzeri, pp. 9-11.
53. ↑  Brown, pp. 300-301.
54. 1 2  Panzeri, p. 19.
55. ↑  Donovan, pp. 111-114.
56. ↑  Panzeri, p. 13.
57. ↑  Michno, pp. 10-20.
58. ↑  Panzeri, p. 47.
59. ↑  Panzeri, p. 36.
60. ↑  Panzeri, pp. 41-44.
61. ↑  d'Aniello, pp. 405-407 che recano il rapporto del generale Terry.
62. ↑  Van de Logt, pp. 78-79.
63. ↑  d'Aniello, p. 45.
64. ↑  d'Aniello, pp. 45-46.
65. ↑  Panzeri, p. 41.
66. ↑  Panzeri, p. 44.
67. ↑  Rizzati, p. 206: «Nelle disposizioni date da Terry, Custer intravide l'occasione tanto cercata. Il generale in verità aveva parlato chiaro: l'inseguimento non doveva spingersi oltre il fiume Big Horn, col proposito di risalire la corrente verso il campo Sioux».
68. ↑  Panzeri, pp. 44-47.
69. ↑  Tabella riassuntiva recante la situazione delle singole tribù in "tipì", ovvero tende, popolazione complessiva e uomini in d'Aniello, p. 79.
70. ↑  Panzeri, p. 49.
71. ↑  Panzeri, p. 50.
72. ↑  Panzeri, pp. 52-53.
73. ↑  Tabella sinottica delle differenti tipologie di armi da fuoco in uso ai nativi in d'Aniello, pp. 80-83.
74. ↑  d'Aniello, p. 61.
75. ↑  Stefanon, p. 217.
76. ↑  Panzeri, pp. 60-65.
77. ↑  Panzeri, pp. 57-58.
78. 1 2  Panzeri, p. 68.
79. ↑  Panzeri, p. 60.
80. ↑  Panzeri, p. 71.
81. ↑  Panzeri, pp. 68-80.
82. ↑  Panzeri, pp. 81-82.
83. 1 2  Brown, p. 312.
84. 1 2  Vestal, p. 163.
85. ↑  Stefanon, p. 244: il viso di Custer venne descritto «like one resting, or asleep», ovvero «come uno che stia riposando, o dormendo».
86. ↑  d'Aniello, p. 18, con la precisazione, trattandosi di tempia sinistra, che Custer non era mancino.
87. ↑  Wert, p. 355.
88. ↑  Ambrose, p. 488.
89. ↑  Panzieri, p. 80.
90. 1 2  Stefanon, Introduzione, p. X.
91. ↑  d'Aniello, p. 18.
92. ↑  d'Aniello, p. 358.
93. ↑  Stefanon, p. 245; l'esistenza di tale ferita sarebbe stata taciuta per rispetto verso la vedova Elizabeth Bacon e portata a conoscenza dell'opinione pubblica solo dopo la sua morte.
94. ↑  Vestal, pp. 159-160.
95. ↑  Vestal, p. 163: secondo le usanze Sioux, il nemico più audace era soggetto alle mutilazioni più gravi. Il solo militare citato dai Sioux come il più audace fu identificato nel sergente Butler, indicato come "l'uomo con tre strisce sulla manica".
96. ↑  Stefanon, p. 246.
97. ↑  Panzeri, p. 85.
98. ↑  d'Aniello, pp. 405-407.
99. 1 2  Stefanon, p. 247.
100. ↑  Stefanon, pp. 253-256.
101. ↑  Stefanon, p. 6.
102. ↑  (EN) Michigan (U.S. National Park Service), su nps.gov. URL consultato il 22 ottobre 2016 (archiviato il 22 ottobre 2016).
103. ↑  (EN) Custer Monument, su ohiohistory.org. URL consultato il 22 ottobre 2016 (archiviato il 19 maggio 2015).
104. ↑  (EN) Fort Abraham Lincoln State Park, su parkrec.nd.gov. URL consultato il 22 ottobre 2016 (archiviato il 4 novembre 2016).
105. ↑  (EN) Custer State Park, su gfp.sd.gov. URL consultato il 22 ottobre 2016 (archiviato il 27 ottobre 2016).
106. ↑  (EN) 85th 'Custer' Division, su custermen.com. URL consultato il 22 ottobre 2016 (archiviato il 13 luglio 2016).
107. ↑  Le notizie relative agli attori che hanno interpretato il personaggio "Custer" riportate in filmografia sono state tratte dal sito www.imdb.com.
108. ↑  Pino Farinetti, Dizionario dei film western, SugarCo, 1993.
109. ↑   La leggenda del generale, su mondadoricomics.it. URL consultato il 22 novembre 2016 (archiviato dall'url originale il 23 novembre 2016).

### Testi utilizzati nella stesura della voce
- Stephen E. Ambrose, Cavallo Pazzo e Custer, Milano, Rizzoli, 1978.
- (EN) Alan Axelrod, Chronicle of the Indian Wars: from colonial times to Wounded Knee, Prantice Hall, 1993, ISBN 978-0-671-84650-3.
- Dee Brown, Seppellite il mio cuore a Wounded Knee, Mondadori, 2013, ISBN 978-88-04-42383-6.
- (EN) Evan S. Connell, Son of the Morning Star, San Francisco, California, North Point Press, 1984, ISBN 0-86547-160-6.
- Raffaele d'Aniello, Little Big Horn - Il popolo Sioux contro Custer, Erre Emme, 1995, ISBN 88-85378-71-4.
- (EN) James Donovan, A Terrible Glory: Custer and the Little Bighorn, New York, Little, Brown, and Company, 2008, ISBN 978-0-316-15578-6.
- (EN) Trevor Nevitt Dupuy, Curt Johnson e David L. Bongard, The Harper Encyclopedia of Military Biography, Castle Book, 1995, ISBN 0-7858-0437-4.
- (EN) John H. Eicher e David J. Eicher, Civil War High Commands, Stanford, Stanford University Press, 2001, ISBN 0-8047-3641-3.
- (EN) Jerome Greene, Washita: The U.S. Army and the Southern Cheyennes, collana 1867–1869 (Campaigns and Commanders Series), 2008.
- (EN) Stan Hoig, The Battle of the Washita: the Sheridan-Custer Indian campaign of 1867-69, Lincoln, University of Nebraska Press, 1979, ISBN 0-8032-2307-2.
- (EN) Jon E. Lewis, The Mammoth Book of Native Americans: The Story of America's Original Inhabitants in All Its Beauty, Magic, Truth, and Tragedy, New York, Carroll & Graf, 2004, ISBN 0-7867-1290-2.
- (EN) Joseph M. Marshall, The Day the World Ended at Little Bighorn: A Lakota History, New York, Viking Press, 2007, ISBN 978-0-670-03853-4.
- Peter F. Panzeri, Little Big Horn 1876, Osprey Publishing/Edizioni Del Prado, 1999, ISBN 84-8372-033-7.
- Maria Luisa Rizzati, La morte di Custer, in La storia illustrata, n. 8, 1965.
- Gualtiero Stefanon, Il Figlio della Stella del Mattino, Mursia, 1992, ISBN 88-425-1208-7.
- (EN) Larry Tagg, The Generals Of Gettysburg: Appraisal Of The Leaders Of America's Greatest Battle, Savas Publishing Company, 1988, ISBN 1-882810-30-9.
- (EN) Robert Utley, Frontier Regulars: The United States Army and the Indian 1866-1891, McMillan Publishing, Bison Press, 1984  [1973], ISBN 0-8032-9551-0.
- (EN) Robert Utley, Cavalier in Buckskin: George Armstrong Custer and the Western Military Frontier, Norman, University of Oklahoma Press, 2001, ISBN 0-8061-3387-2.
- (EN) Mark Van de Logt, Bloody Knife, in Spencer C. Tucker (a cura di), The Encyclopedia of North American Indian Wars, 1607–1890: A Political, Social, and Military History, 2011,  pp. 78-79, ISBN 978-1-85109-697-8.
- Stanley Vestal, Toro Seduto campione dei Sioux, Mursia, 1984  [1932].
- (EN) Churchill Ward, A little matter of genocide: holocaust and denial in the Americas 1492 to present, San Francisco, City Light Book, 1997.
- (EN) Jeffrey D. Wert, Custer: The Controversial Life of George Armstrong Custer, New York, Simon and Schuster, 1996, ISBN 0-684-81043-3.
- (EN) David M. Winfield Jordan, Scott Hancock: A Soldier's Life, Bloomfield, Indiana University Press, 1988,  p. 194, ISBN 0-253-36580-5.

### Testi di approfondimento
- Lawrence Frost, L'album del Generale Custer. L'autentica storia e le immagini inedite, Vallecchi, 1976.
- E. S. Godfrey, Custer's last battle, Outbook, 1976.
- Louise Barnett, Custer: l'ultimo eroe, Milano, Rizzoli, ISBN 88-17-86031-X, 1999.
- Margaret Leighton, L'ultima carica di Custer, Milano, Mondadori, 1971.
- David Humphreys Miller, La fine del generale Custer, come raccontano gli indiani, Milano, Rizzoli, 1966.
- Andrea Bosco e Domenico Rizzi, I cavalieri del West, Recco, Le Mani, 2011, ISBN 978-88-8012-604-1.
- Domenico Rizzi, Il giorno di Custer. La battaglia del Little Big Horn, Como, Actac Edizioni, 1999.
- Domenico Rizzi, Monahseetah e il generale Custer, Como, Actac Edizioni, 2005, ISBN 88-87284-18-0.
- Gail-Kelly Custer, Princess Monahsetah: The Concealed Wife of General Custer, Trafford Publishing, 2007.
- Walter Pedrotti, Le Guerre Indiane, Demetra, 1999.
- Enzo Braschi, Sono tra noi. Storia del genocidio degli Indiani d'America, Mursia, 2008.
- Enzo Braschi, Il popolo del Grande Spirito, Mursia, 1986.
- Vittorio Zucconi, Gli spiriti non dimenticano. Il mistero di Cavallo Pazzo e la tragedia dei Sioux, Mondadori, 1999.
- Philippe Jacquin, Storia degli indiani d'America, Mondadori.
- (EN) The story of the Battle of Washita, National Park Service (USA), 1999.
- (EN) Jefferson County Library History Rescue, The Story of the Calhoun Family and General Armstrong Custer.
- (EN) Marguerite Merrington, The Custer Story in Letters, University of Nebraska Press, 1987.
- (EN) Edwards Pierrepont, West's Encyclopedia of American Law, vol. 2, 2005,  p. 445, ISBN 978-0-7876-6367-4.
- (EN) Gregory F. Michno, Lakota Noon: The Indian Narrative of Custer's Defeat, Mountain Press Publishing Company, 1997, ISBN 0-87842-349-4.
- (EN) Alexander B. Adams, Sitting Bull. An epic of the Plains, Putnam's Son, 1978.
- (EN) Archaeological perspectives on the Battle of Little Big Horn, University of Oklahoma, 1989.
- (EN) Thomas Bookwalter, Honor tarnished. The Reno Court of inquiry, West Carrolton, 1979.
- (EN) Walter Boyes, Surgeon's diary with Custer relief column, Washington D.C., 1974.
- (EN) Earl A. Brininstool, Troopers with Custer, Stackpole Books, 1994.
- (EN) Roger Darling, Custer's Seventh Cavalry comes to Dakota, Upton & Sons, 1989.
- (EN) Roger Darling, General Custer's final hours, Potomac Western Press, 1993.
- (EN) Roger Darling, A sad and terrible blundder. Generals Terry and Custer at the Little Big Horn, Potomac Western Press, 1993.
- (EN) Charles G. Du Bois, The Custer mystery, Upton & Sons, 1986.
- (EN) Fred Dustin, The Custer tragedy, Upton & Sons, 1987.